# Reino de Matarão

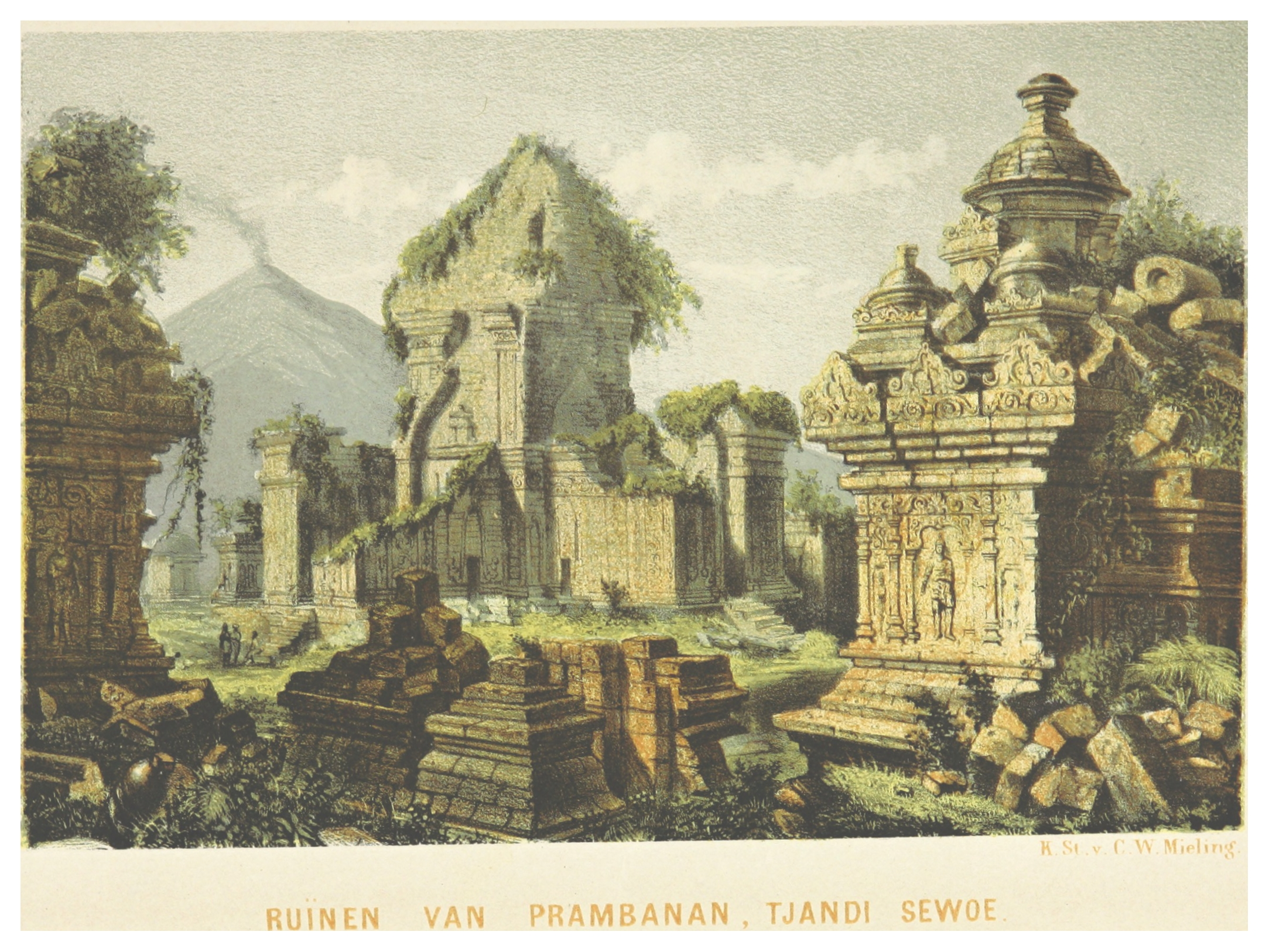
Litografia holandesa de c. 1859 das ruíndas de Tjandi Sewoe, perto de Prambanan

O Reino de Matarão (ou Mataram em várias línguas europeias) ou de Medangue foi um estado do Sudeste Asiático hindu-budista que floresceu entre os séculos VIII e X na ilha de Java (atualmente na Indonésia). Inicialmente esteve centrado em Java Central e mais tarde em Java Oriental. Foi fundado pelo rei Sanjaia e foi governado pela dinastia Sailendra (ver também a secção "Família real").
Durante a maior parte da sua história, aparentemente o reino dependeu fortemente da agricultura, em especial da cultura extensiva de arroz, e no período mais tardio também beneficiou do comércio marítimo. De acordo com fontes estrangeiras e achados arqueológicos, o estado parece ter ter sido bastante populoso e próspero. Desenvolveu uma sociedade complexa e uma cultura avançada, tendo alcançado um elevado nível de sofisticação e uma civilização requintada.
No período entre o final do século VIII e meados do século IX, o reino assistiu ao florescimento da arte e arquitetura clássicas javanesa, testemunhada pelo rápido crescimento da construção de templos espalhados pela paisagem do coração do seu território, nas regiões próximas da atual Joguejacarta, nomeadamente nas planícies de Prambanã (ou Quevu) e de Kedu. Os templos mais notáveis construídos pelo Reino de Matarão são Kalasan, Sewu, Borobudur e Prambanan. Em 850, o reino tinha-se tornado a potência dominante em Java e mais tarde foi um sério rival do Império Serivijaia.

## Historiografia
No início do século XIX, a descoberta de numerosas ruínas de grandes monumentos em Java Central, em particular na região de Joguejacarta e nas planícies de Kedu e de Quevu, como Borobudur, Sevu e Prambanan, chamou a atenção de alguns historiadores e estudiosos na colónia das Índias Orientais Holandesas, o que levou a que fossem empreendidos estudos arqueológicos para descobrir a história dessa antiga civilização.
Os únicos registos escritos originários de Java contemporâneos do reino que chegaram aos nossos dias são pouco abrangentes e resumem-se a alguns prasasti (inscrições) escritos em pedras ou placas de cobre. Estas inscrições geralmente registam os feitos políticos e religiosos dos governantes. O tema mais comum dos prasasti javaneses é o reconhecimento de sima (terras de cultivo de arroz de regadio que pagavam impostos e eram reconhecidas por édito real). Por vezes uma parte dos impostos cobrado dessas terras sima é reservado para o financiamento da construção e manutenção de edifícios religiosos. No entanto, algumas lendas locais e registos históricos escritos em lontar (folha de palmeira), a maior parte deles datados de períodos posteriores, também fornecem alguns dados para a história do reino.
Praticamente todas as fontes estrangeira que mencionam Mdaη (Medangue) não usam os nomes nativos. A única menção estrangeira com o nome de Mdaη a inscrição em cobre de Laguna, descoberta nas Filipinas e datada de c. 900.
Obras sobre mitologia e crenças javanesas, escritas durante a vigência do Sultanato de Matarão, c. século XVII, mas provavelmente com origem mais antiga, mencionam um reino semilendário chamado Medang Kamulan, que significa "Reino de Medangue, a origem". Esse reino é mencionado nos mitos de Deui Seri e de Aji Saka. Isso provavelmente reflete os restos dum vaga memória coletiva da existência de um antigo reino chamado Medangue.
O conhecimento atual da civilização javanesa histórica é baseado sobretudo nas seguintes fontes:
- Escavações arqueológicas, estudo e reconstrução de estruturas antigas, especialmente candis (templos) e antigas relíquias descobertas, como o tesouro de Wonoboyo.
- Inscrições em pedra (prasasti), que geralmente mencionam a fundação e financiamento de templos, mas que também registam feitos políticos e religiosos dos reis ou a sua linhagem. As mais notáveis são as de Canggal (de 732), Kalasan (778), Shivagrha (856) e Mantyasih (ou Balitung; 907).
- Baixos-relevos em paredes de templos com representações da vida na corte, aldeias e templos, de navios, mercados e do dia a dia da população. Os mais notáveis encontram-se nos templos de Borobudur e Prambanan.
- Manuscritos nativos em folha de palmeira (lontar), que falam da história de reis, dos seus feitos e explorações, que por vezes coincidem ou complementam os registos encontrados em prasasti. Um exemplo notável de lontar é o Carita Parahyangan ("Conto de Parahyangan").
- Relatos e crónicas de diplomatas estrangeiros, comerciantes e viajantes, encontrados principalmente em fontes chinesas, indianas e árabes.

## Etimologia e capitais
Inicialmente o reino era identificado apenas pela sua localização, por exemplo Jauadevipa (ou Jauaduipa, nome de Java em sânscrito). A inscrição de Canggal menciona Rakai Mataram Sang Ratu Sanjaya ("Rei Sanjaia, o Senhor de Matarão"). Os primeiros historiadores que estudaram o reino, como Soekmono, usaram o nome Matarão, uma designação geográfica histórica da planície a sul do monte Merapi, em Java Central. Essa região corresponde aproximadamente ao que são hoje os territórios de Muntilan, na regência de Magelang (onde se situa o templo de Canggal da colina de Gunung Wukir), Joguejacarta e as regências de Sleman e de Bantul, todas na região especial de Joguejacarta. Essa hipótese de localização é baseada no facto de aí se encontrar um elevado número de candis. A etimologia do nome Matarão deriva do termo sânscrito para "mãe".

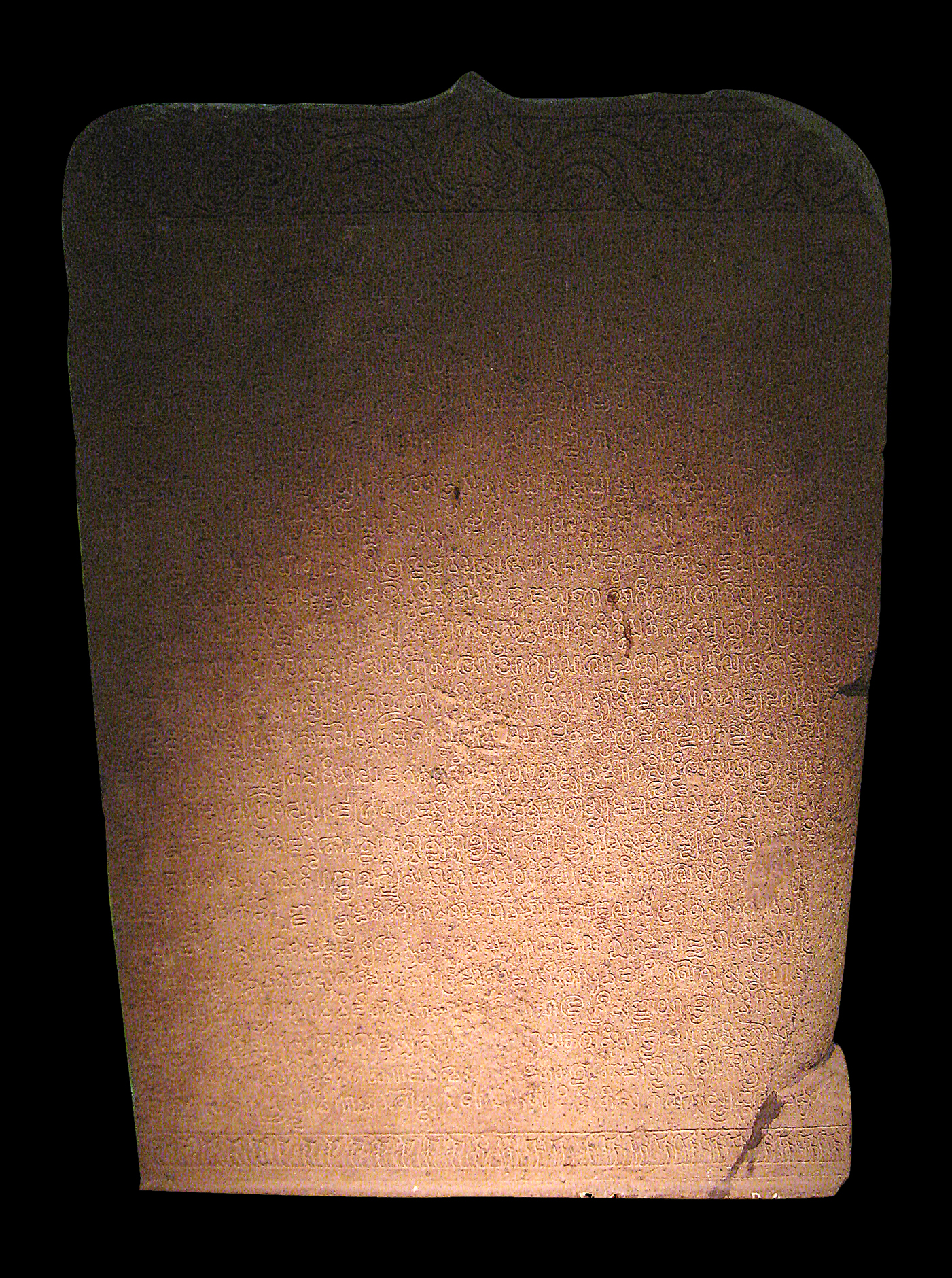
Inscrição de Canggal (732), exposta no Museu Nacional da Indonésia, Jacarta

O nome Medangue aparece em inscrições de Java Oriental posteriores, como as de Anjukladang (937), Sanggurah (ou Minto, 928), Paradah e outras descobertas em  Surabaia. Em resultado disso, os historiadores tendem a identificar o período de Java Oriental do reino (929–1006) pelo nome Medangue, para o diferenciar do período anterior de Java Central (732–929). Contudo, uma frase presente na inscrição de Anjukladang — «Kita prasiddha mangrakpa kadatwan rahyang ta i Mdaŋ i Bhûmi Matarâm» — sugere que o nome Mdaŋ (Mdang ou Medang) já era usado durante o período de Java Central. «Mdaŋ i Bhûmi Matarâm» pode traduzir-se literamente como "Medangue na terra de Matarão", o que significa que o nome do reino era Medangue e a sua capital era Matarão.
A etimologia de "Medangue" pode ter origem no nome local de uma árvore de madeira dura, do género botânico Phoebe. Outra hipótese etimológica sugere que pode ter derivado do termo medang do javanês antigo, que significa "aparência graciosa". Também pode estar relacionado com o termo javanês medal, que signfica "sair",[carece de fontes?] e com o termo sundanês sundanês midang, que se refere a vestir-se e ter uma aparência graciosa em público.
A corte mudou várias vezes de sítio. Durante o reinado de Sanjaia (r. c.  732–746) foi Matarão, durante o reinado de Rakai Pikatan (r. c.  838–850) foi Mamrati ou Amrati e durante o reinado de Balitung (r. c.  899–911) foi Poh Pitu. Com o rei Dyah Wawa (r. c.  924–929) voltou a ser Bhumi Matarão, no reinado de Mpu Sindok (r. c.  929?–947) foi Tamwlang e/ou Watugaluh e no reinado de Dharmawangsa (r. c.  991–1016), último monarca do reino, foi Wwatan.
O nome Matarão reapareceu novamente no final do século XIV como designação duma província do Império de Majapait. No século XVI foi fundado o Sultanato de Matarão, situado na área onde surgiu o antigo reino, isto é, na região de Joguejacarta. Para distinguir o sultanato do reino medieval, os primeiros historiadores chamavam a este reino "Matarão Hindu" ou "Matarão Antigo".

## História

### Formação e expansão

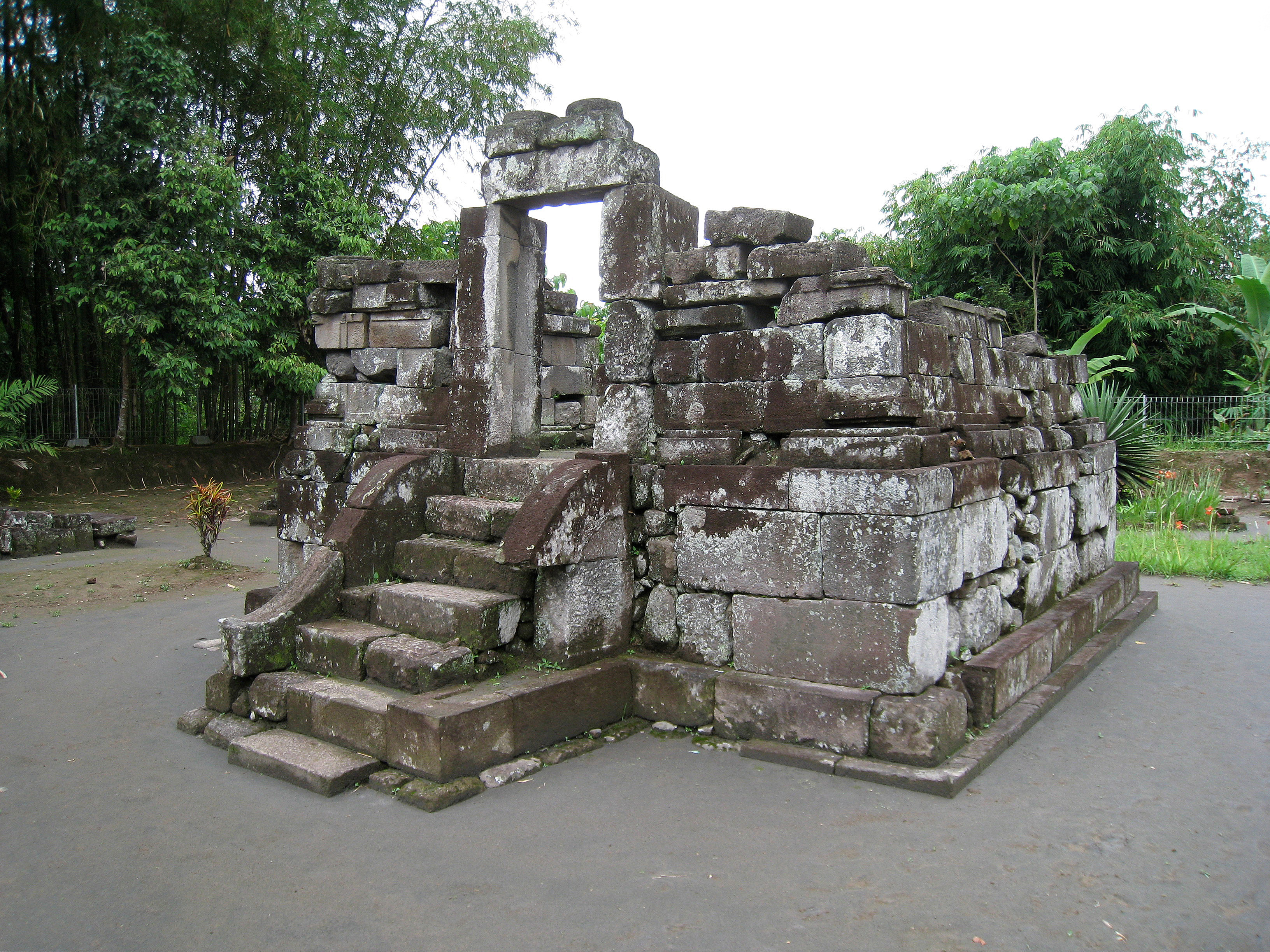
Um dos três templos perwara (complementares) do complexo xivaíta de Gunung Wukir, o mais antigo monumento conhecido do Reino de Matarão, datado de 732

O registo mais antigo do Reino de Medangue Matarão encontra-se na inscrição de Canggal, datada de 732 e descoberta no complexo religioso de Gunung Wukir, junto à aldeia de Canggal, a sudoeste da cidade de Magelang. Esta inscrição, escrita em sânscrito usando o alfabeto Pallava, fala da construção de um lingga (um símbolo do deus hindu Xiva) num monte da área de Kunjarakunja, situada na ilha nobre chamada Jauaduipa (Java), que era abençoada com abundância de arroz e ouro. A construção do lingga foi ordenada por Racai Matarão Sangue Ratu Sanjaia (Rei Sanjaia Senhor de Matarão). A inscrição refere também que Jauaduipa foi governada pelo rei Sana, cujo longo reinado foi marcado pela sabedoria e virtude. Depois da morte de Sana, o reino caiu na desunião. Seri Sanjaia, o filho de Sannaha (irmã de Sana), ascendeu ao trono e conquistou as área vizinhas do seu reino. O seu reinado sábio trouxe paz e prosperidade para todos os seus súbditos.
Aparentemente Sanjaia chegou ao poder c. 717, o ano inicial da crónica de Sanjaia que se encontra na inscrição do rei Daksa, do início do século X. Segundo a inscrição de Canggal, Sanjaia fundou um novo reino no sul de Java Central. No entanto, parece que esse reino deu continuidade ao do rei Sana, tio de Sanjaia. Esse reino anterior está ligado aos templos de Dieng, situados no planalto homónimo situado na parte norte de Java Central, que são as edificações mais antigas de Java Central que chegaram aos nossos dias. Esse reino predecessor do de Matarão foi Kalingga, que se situava algures na costa norte de Java Central.
A história de Sana e de Sanjaia também é contada no Carita Parahyangan, um livro dum período mais tardio, composto cerca do final do século XVI, que descreve principalmente a história de Pasundan (Reino de Sonda). Nele é relatado que Sana foi derrotado por Purbasora, rei de Galuh, e retirou para o monte Merapi. Mais tarde, Sanjaia reclamou o reino de Sana e governou toda a ilha de Java e o Bali. Também combateu contra o Reino de Melaiu de Sumatra, governado pelo rei Sang Serivijaia. Apesar do manuscrito parecer romanceado, vago e não dar certos detalhes sobre o período, a quase completa coincidência de nomes e do tema da história com a inscrição de Canggal parece confirmar que o manuscrito foi baseado ou inspirado no evento histórico.

### Apogeu
O período entre os reinados de Panangkaran e de Balitung, que vai de 760 a 910, marca a o apogeu da civilização clássica javanesa. Durante este período, a arte e a arquitetura javanesas floresceram, tendo sido construídos numerosos templos e monumentos majestosos, que dominam as planícies de Kedu e de Quevu, onde se destacam os de Sewu, Borobudur e Prambanan. Os Sailendra ficaram conhecidos como grandes construtores de templos.
O rei Sanjaia, era hindu xivaíta, mas o seu sucessor foi budista maaiana. Esta mudança de religião levantou questões problemáticas entre os historiadores, pensando-se que podem ter pertencido a duas famílias reais rivais que dominavam o panorama político de Java Central. Mais recentemente surgiu a teoria de que só existiu uma dinastia — a Sailendra — e que apenas houve uma mudança ou divisão do patrocínio real do hinduísmo ou do budismo.

#### Panangkaran, o grande construtor

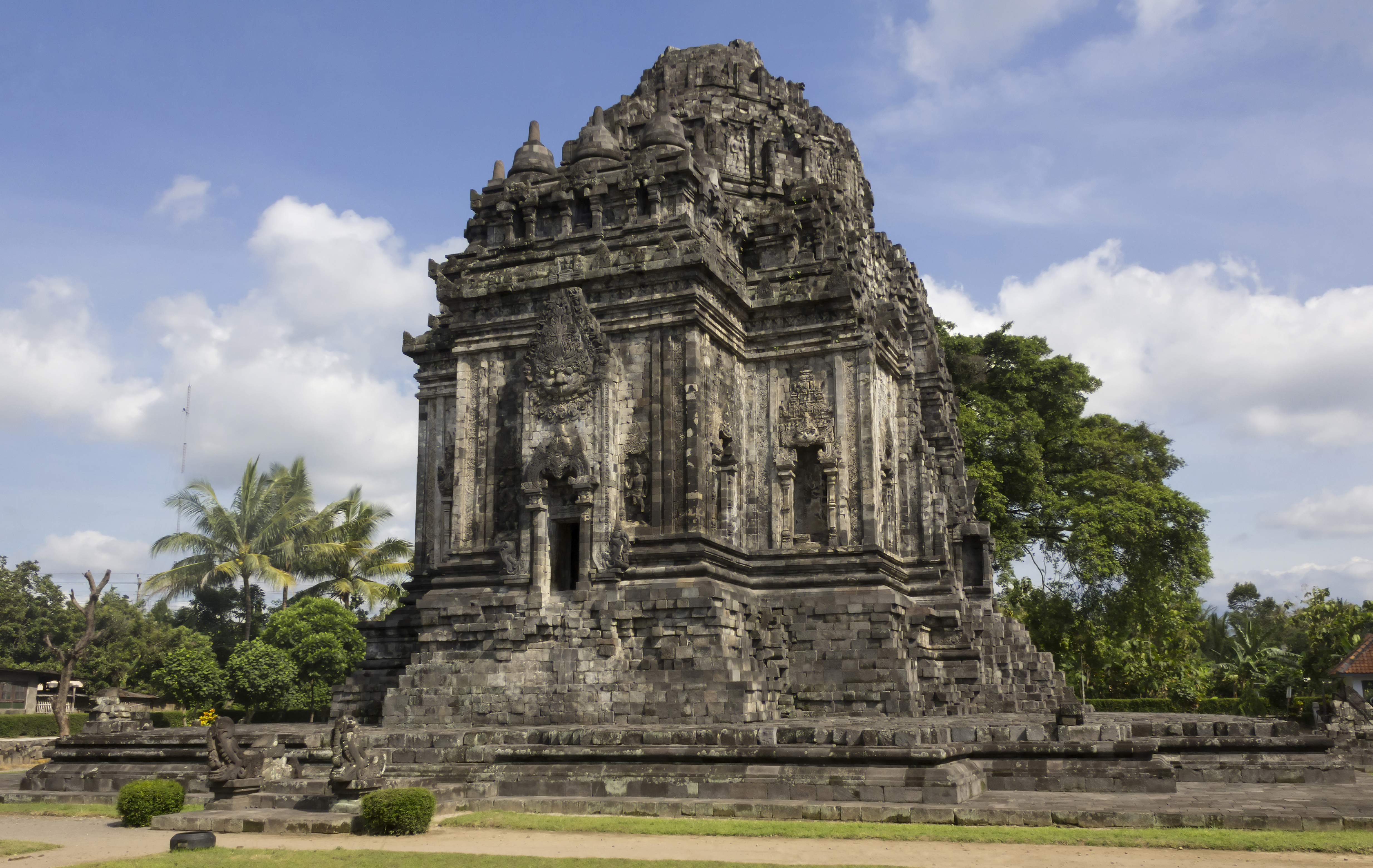
Templo budista de, construído durante o reinado de Panangkaran

Panangkaran (r. 760–780) foi um empreendedor entusiástico, ao qual é atribuída a construção de pelo menos cinco templos, que foram erigidos durante o seu reinado. De acordo com a inscrição de Kalasan, datada de 778 e escrita sânscrito com alfabeto Pranagari, o templo de Kalasan foi construído por iniciativa de Guru Sang Raja Sailendravamçatilaka, o mestre dos ornamentos da família Sailendra, que persuadiu Panangkaran (sucessor de Sanjaia) a erigir um edifício sagrado dedicado à deusa  (boddhisattvadevi) Tara e fundar uma viara (mosteiro) para monges budistas do reino de Sailendra. Panangkaran também ofereceu a aldeia de Kalaça a uma sanga (comunidade monástica budista). O templo ligado à inscrição é o templo de Kalasan, que tinha uma imagem de Tara. O templo vizinho de Sari também data do mesmo período e provavelmente funcionava como mosteiro.
Panangkaran foi também responsável pela construção da viara de Abhayagiri, ligada ao sítio arqueológico de Ratu Boko. Este complexo situado no cimo de um monte não é uma estrutura religiosa e consiste numa série de portões, muralhas, baluartes, fossos secos, terraços e fundações de edifícios. O sítio tem os atributos de um assentamento humano, mas a sua função precisa é desconhecida. Possivelmente teria sido um palácio e é provável que inicialmente tenha sido um mosteiro budista, situado no cimo dum monte isolado, como é mencionado na inscrição da viara de Abhayagiri. Posteriormente parece ter-se convertido num palácio fortificado ou cidadela, o que é evidenciado pelos restos de estruturas defensivas.
Panangkaran teria sido também que concebeu e  construiu o grande templo de Manjuserigra (Sewu), segundo o que é mencionado na inscrição de Manjuserigra, datada de 792. O rei não chegou a ver o templo completamente construído, pois as obras só terminaram em 792, muito depois da sua morte, ocorrida provavelmente cerca de 780. Esse enorme complexo religioso, com 249 estruturas, era o maior do seu tempo e é provável que tenha servido como o templo oficial do estado, onde se realizavam importantes cerimónias religiosas oficiais.
Há registos de três invasões javanesas no que são atualmente regiões da costa oriental do Vietname — Annam, então sob administração chinesa), em 767; e Champa em 774 e 787.

#### Dharanindra, o grande conquistador

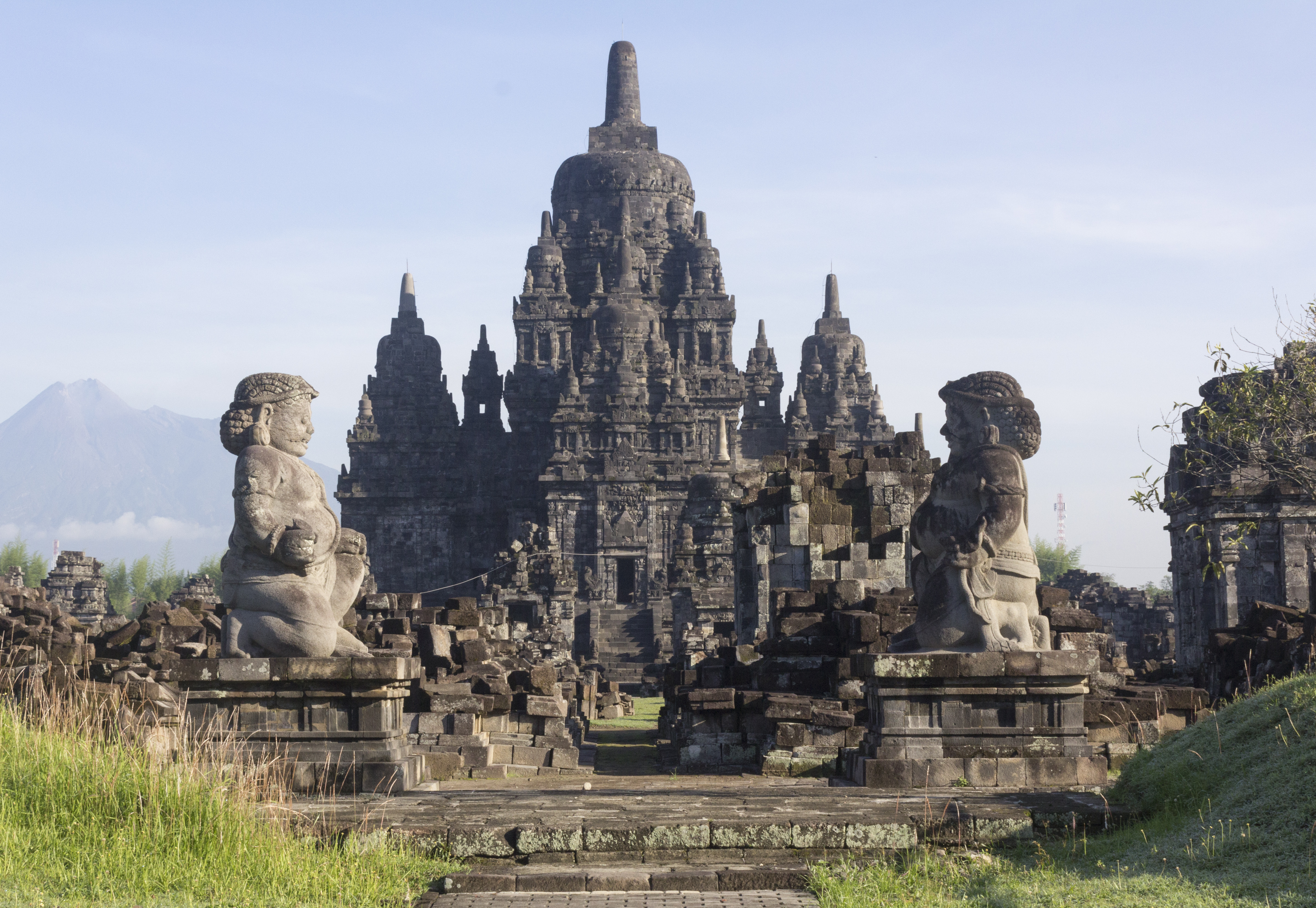
O templo budista Manjuserigra, cuja construção foi iniciada por Panangkaran, foi terminado durante o reinado de Dharanindra.

O sucessor de Panangkaran foi Dharanindra (r. 780–800), conhecido como rei Indra. Ele é mencionado da inscrição de Kelurak, datada de 782, com o nome formal Seri Sangrama Dananjaia. Nessa inscrição ele é aclamado como Wairiwarawiramardana ("o matador de inimigos corajosos"). Um título similar (Sarwwarimadawimathana) encontra-se também na inscrição de Ligor, descoberta na península da Malásia, onde é hoje a província tailandesa de Nakhon Si Thammarat, o que sugere tratar-se da mesma pessoa. Dharanindra parece ter sido alguém destemido e com espírito guerreiro, que embarcou em expedições navais a grande distância e estendeu o controlo dos Sailendra a Ligor, na península da Malásia.
O rei Indra parece ter dado continuidade à tradição construtora do seu predecessor. Prosseguiu a construção do complexo de Manjuserigra e, segundo a inscrição de Karangtengah, datada de 824, foi ele quem nadou construir o templo de Venuvana, ligado aos templos de Mendut ou de Ngawen. É provável que também tenha sido responsável pela conceção e construção dos templos de Borobudur e de Pawon.
Dharanindra foi também marajá de Serivijaia. A natureza das estreitas relações com o vizinho Império Serivijaia baseado em Sumatra é muito incerta e complicada. Ao que parece, num período anterior a família Sailendra estava na esfera de influência (mandala) de Serivijaia. mais tarde, os monarcas Sailendra tornaram-se os líderes da "Mandala de Serivijaia". As causas para esta mudança de poder são mal conhecidas. Pode ter resultado duma campanha militar de Dharanindra em Sumatra ou mais provavelmente ter sido consequência duma aliança e do parentesco entre a casa de Sailendra e do marajá de Serivijaia.

#### Samaragrawira, o governante pacifista

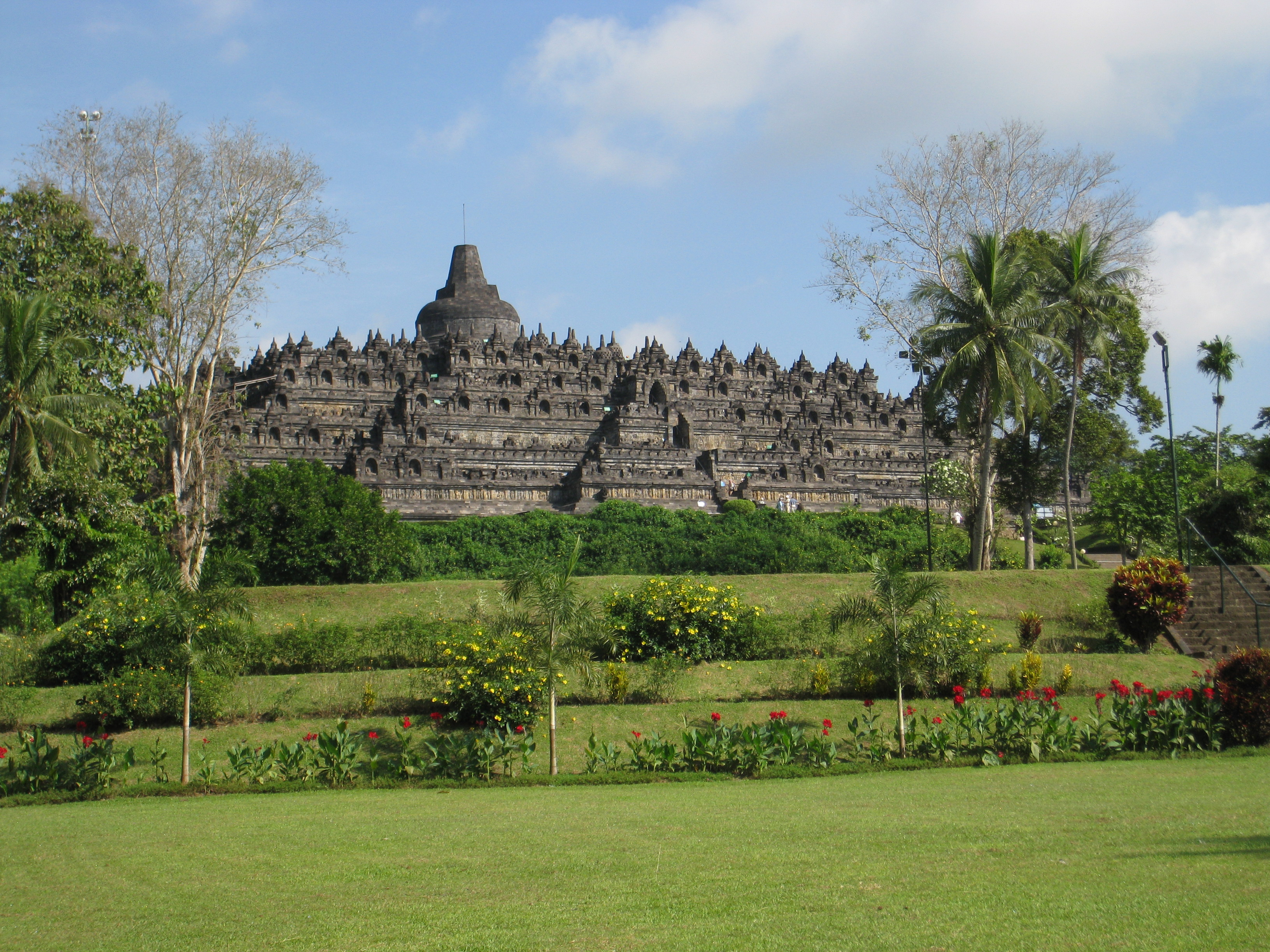
O grande templo budista em forma de mandala de Borobudur, possivelmente terminado durante o reinado de Samaragrawira

Dharanindra foi sucedido por Samaragrawira (ou Rakai Warak; r. 800–819), mencionado na inscrição de Nalanda, datada de 860, como pai de Balaputradewa e filho de Śailendravamsatilaka ("o ornamento da família Śailendra"), com o nome estilizado de Śrīviravairimathana ("matador do herói inimigo"), ou seja, Dharanindra. Ao contrário do seu pai guerreiro e expansionista, Samaragrawira parece ter sido um pacifista, que desfrutou de uma prosperidade tranquila no interior de Java e interessado em completar o projeto de Borobudur.
Samaragrawira nomeou o príncipe quemer Jaiavarmã governador de Indrapura, uma região sob o domínio Sailendra no delta do Mecom. Esta decisão revelou-se um erro, pois mais tarde Jaiavarmã rebelou-se, transferiu a sua capital mais para o interior, para norte, de Tonle Sap para Mahendraparvata, e proclamou a independência, fundando o Império Quemer em 802. Samaragrawira é referido como o rei de Java que casou com Tārā, filha de Dharmasetu, marajá de Serivijaia. Na inscrição de Mantyasih (907), aparece com o nome Rakai Warak.
Os primeiros historiadores de Medangue, como N. J. Krom e Georges Cœdès, inclinavam-se para que Samaragrawira e Samaratungga tenham sido a mesma pessoa. No entanto, historiadores mais recentes, como Slamet Muljana, identificam Samaratungga com o Rakai Garung mencionado na inscrição de Mantyasih como quinto monarca de Matarão, ou seja, o sucessor de Samaragrawira.

#### Samaratungga, Rakai Pikatan

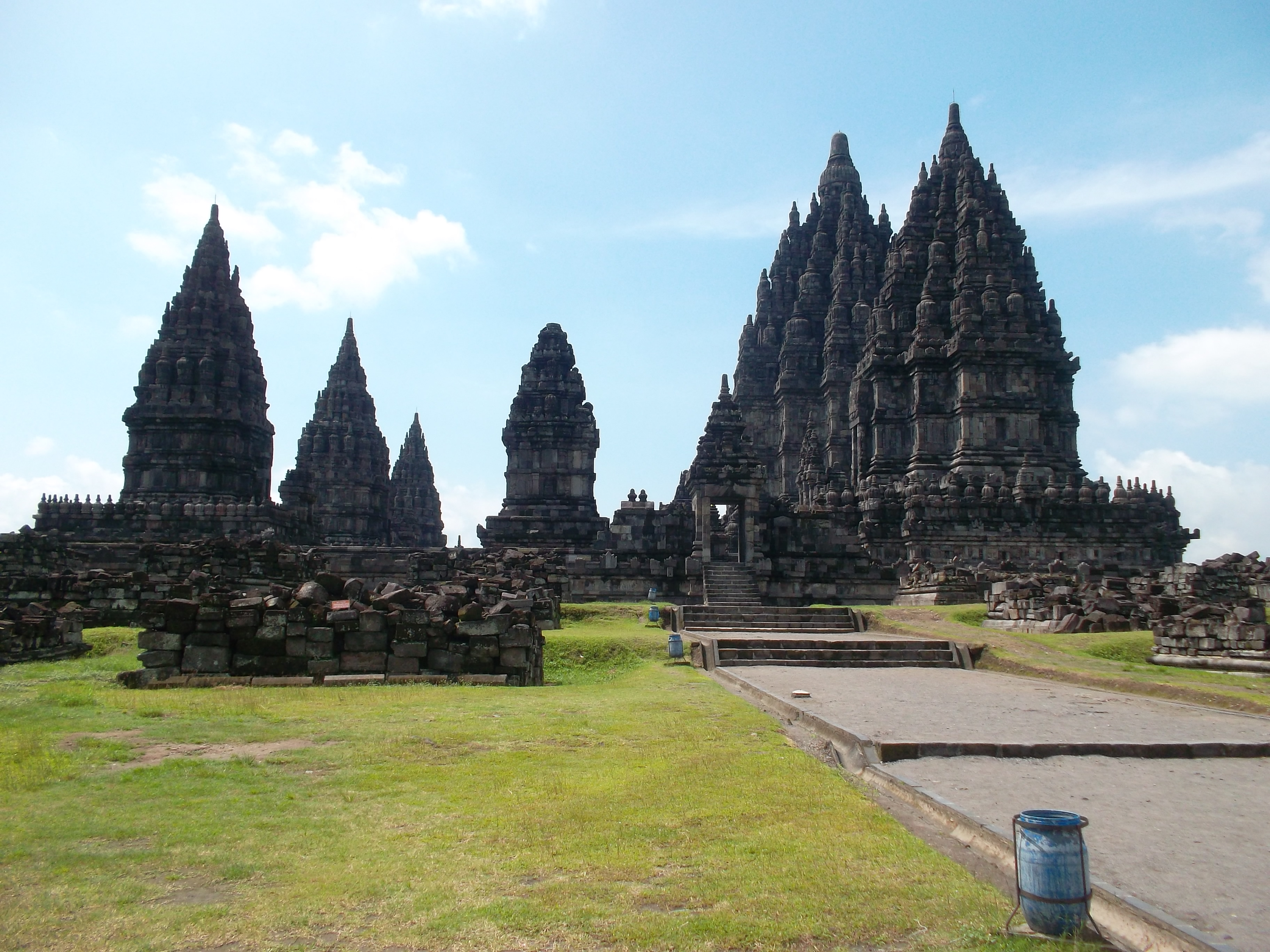
Complexo de templos hindus de Prambanan, cuja construção foi iniciada por Rakai Pikatan

Samaratungga (r. 819–838) é apontado como ter sido quem completou Borobudur em 825. À semelhança de Samaragrawira, parece ter sido profundamente influenciado pelas crenças pacifistas do budismo maaiana e empenhou-se em ser um governante benevolente e pacífico. O seu sucessor foi a princesa Pramodhawardhani, que casou com o xivaíta Rakai Pikatan, filho do influente Rakai Patapan, um grande proprietário de terras de Java Central. A mudança política parece ter sido um esforço para assegurar a paz e o domínio dos Sailendra em Java através da reconciliação dos budistas com o hindus.
O reinado do hindu Rakai Pikatan (r. 838–850) e da sua consorte budista Pramodhawardhani marcou o regresso do favorecimento do xivaísmo por parte da corte de Matarão, o que é demonstrado pela construção do grandioso complexo de templos de Shivagrha (Prambanan) na capital, situado a apenas algumas centenas de metros a sul do complexo de Manjuserigra (Sewu). Contudo, as relações inter-religiosas durante o reinado de Pikatan parecem ter sido pacíficas, num espírito de reconciliação. Supõe-se que nesse período tenham sido construídos ou ampliados pelo menos dois dos templos perwara (complementares) e uma estupa no complexo de Plaosan, situado a leste de Manjuserigra. O templo principal e os seus templos gémeos datam provavelmente dum período anterior; possivelmente a sua construção foi iniciada por Panangkaran, Samaragrawira ou Samaratungga, mas foram completados durante o reinado de Pikatan e Pramodhawardhani.

#### Divisão

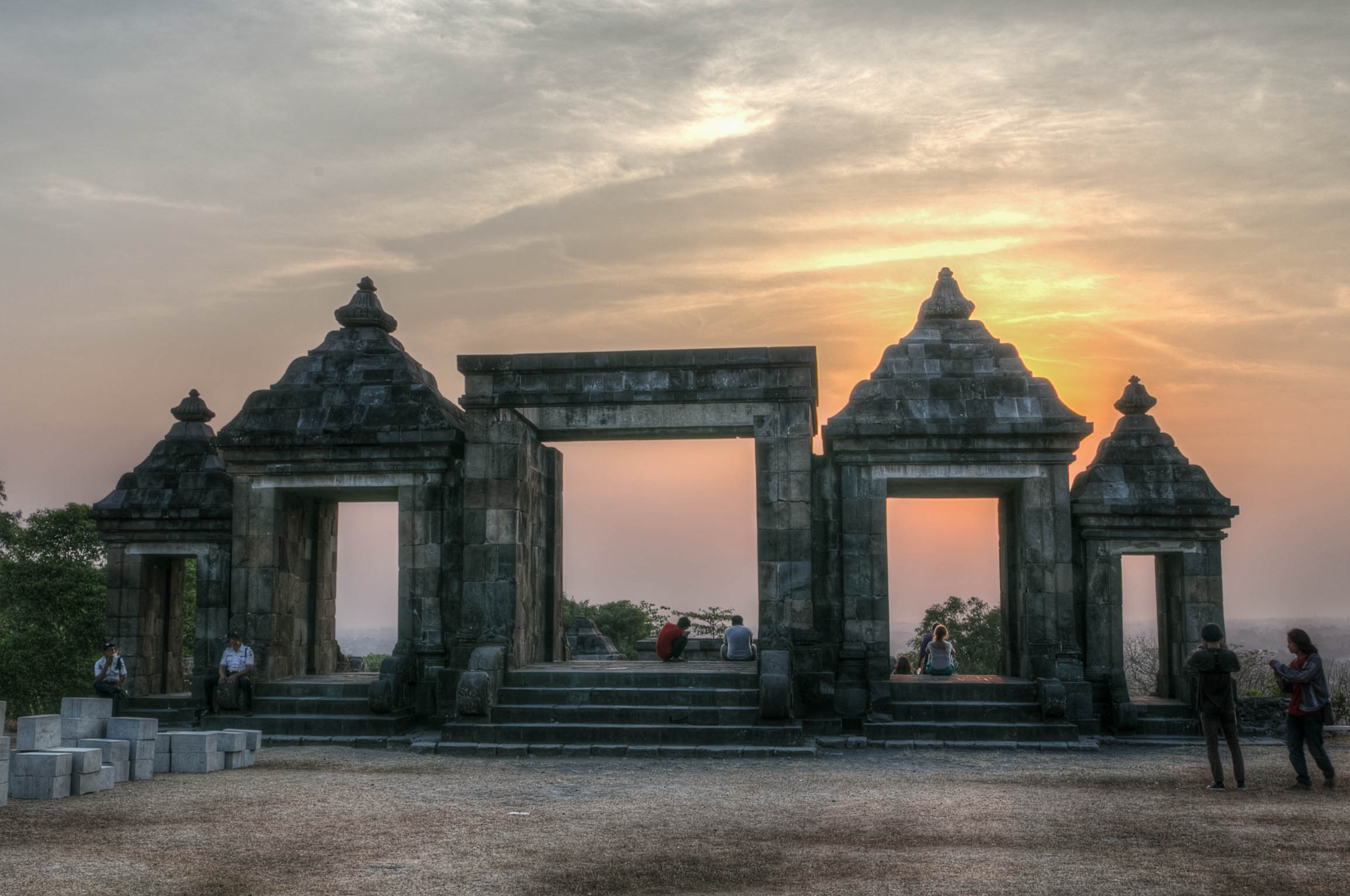
Portão frontal de Ratu Boko

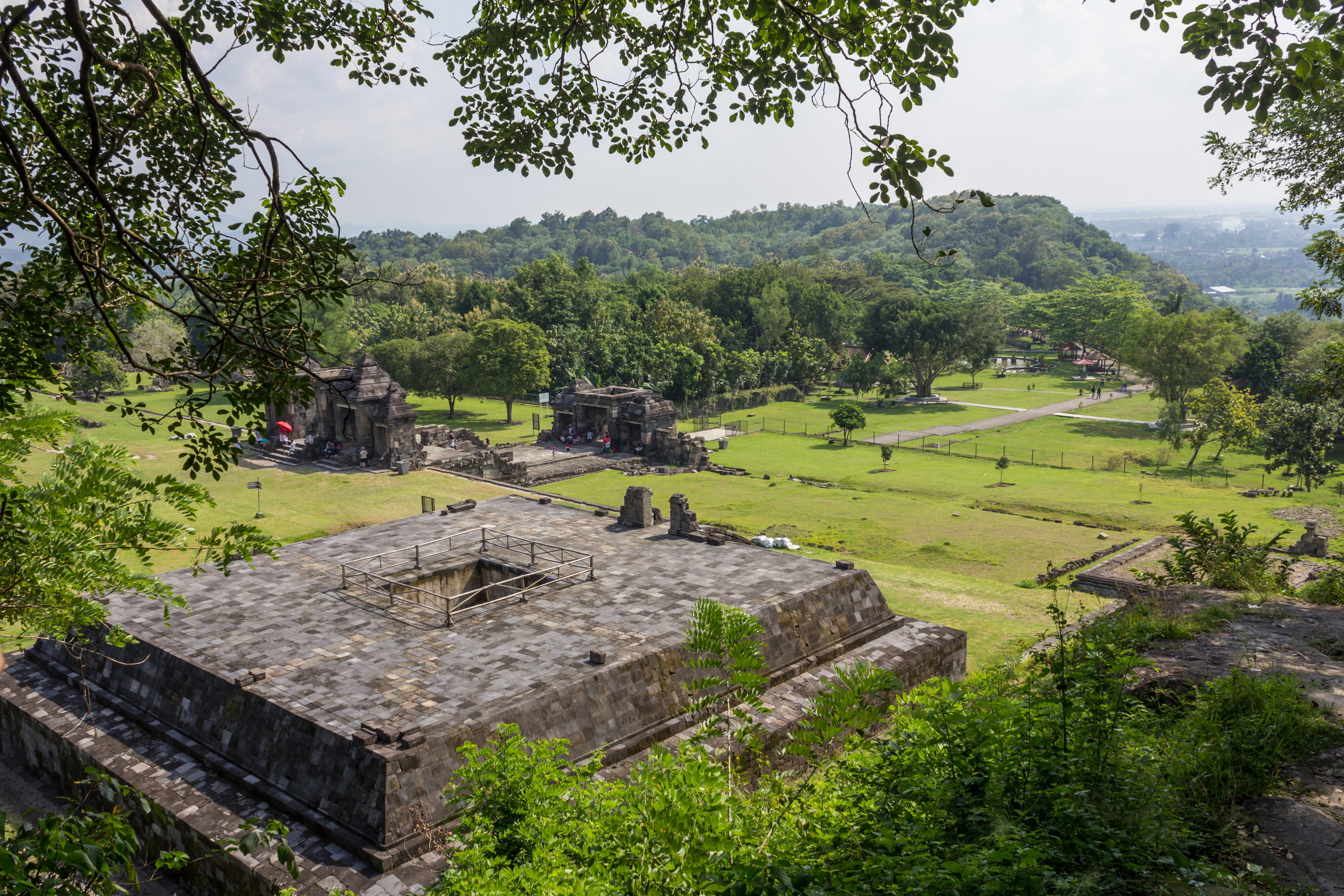
Ratu Boko

Balaputra, marajá de Serivijaia, opôs-se ao governo de Pikatan e Pramodhawardhani. Há desacordo entre os historiadores sobre o parentesco entre Balaputra e Pramodhawardhani. Segundo a teoria mais antiga, defendida por Bosch e J. G. de Casparis, Balaputra era filho de Samaratungga, o que significa que era o irmão mais novo de Pramodhawardhani. Para historiadores mais recentes, como Muljana, Balaputra era filho de Samaragrawira e irmão mais novo de Samaratungga, ou seja, tio de Pramodhawardhani. Não se sabe se Balaputra foi expulso de Java Central por causa de disputar o poder com Pikatan ou se já reinava em Suvarnadvipa (Sumatra). Em qualquer dos casos, aparentemente Balaputra reinou no ramo sumatrense da dinastia Sailendra e subiu ao trono em Palimbão (Palembang), a capital de Serivijaia. A ascensão ao trono de Balaputra em Serivijaia é explicado pelos historiadores pelo facto da sua mãe, Tara, consorte de Samaragrawira, era princesa de Serivijaia, o que fez dele herdeiro. Segundo a inscrição de Nalanda, quando era marajá de Serivijaia, Balaputra reclamou ser o herdeiro da dinastia Sailendra de Java.
A inscrição de Shivagrha, de 856, menciona uma rebelião que desafiou a autoridade de Pikatan, mas não refere quem era o inimigo. Os historiadores mais antigos sugeriram que foi Balaputra quem contestou Pikatan, mas para historiadores mais recentes o inimigo foi outro, alegando que nesse tempo Balaputra já era governante de Serivijaia.[carece de fontes?] Boechari sugere que o inimigo que desafiou Pikatan foi Rakai Walaing pu Kumbhayoni, um poderoso proprietário rural xivaíta que se reclamava descendente dum rei que tinha governado Java. A inscrição de Shivagrha apenas refere que a batalha foi travada numa fortaleza situada numa colina que era protegda por muralhas de pedra, fortaleza essa identificada com o sítio arqueológico de Ratu Boko. O filho mais velho de Pikatan e Pramodhawardhani foi Rakai Gurunwangi Dyah Saladu, mas os revoltosos acabaram por ser derrotados pelo valente Dyah Lokapala, o irmão mais novo, também chamado Rakai Kayuwangi. Como recompensa pelo seu feito heroico e pela sua bravura, o povo e muitos  conselheiros de estado de Pikatan pediram que Lokapala fosse designado herdeiro em vez de Gurunwangi. Esta preferência pelo irmão mais novo levanta interrogações aos estudiosos. Inicialmente pensava-se que o nome Rakai Gurunwangi Dyah Saladu se referisse a uma princesa, mas é mais provável que se fosse um príncipe.
A revolta parece ter conseguido ter o controlo a capital Matarão durante algum tempo. Depois de derrotar o usurpador, Pikatan achou que o banho de sangue tinha trazido mau agoiro à capital, pelo que transferiu o kraton (corte / palácio real) para Mamrati ou Amrati, situada algures na planície de Kedu (vale do rio Progo), a noroeste de Matarão.
Mais tarde, Pikatan abdicou em favor do seu filho mais novo Dyah Lokapala (r. 850–890), retirando-se da vida mundana e tornando-se um eremita chamado Sang Prabhu Jatiningrat. Este evento foi marcado com a cerimónia de consagração da imagem de Xiva do templo principal de Prambanan.

#### Paz relativa

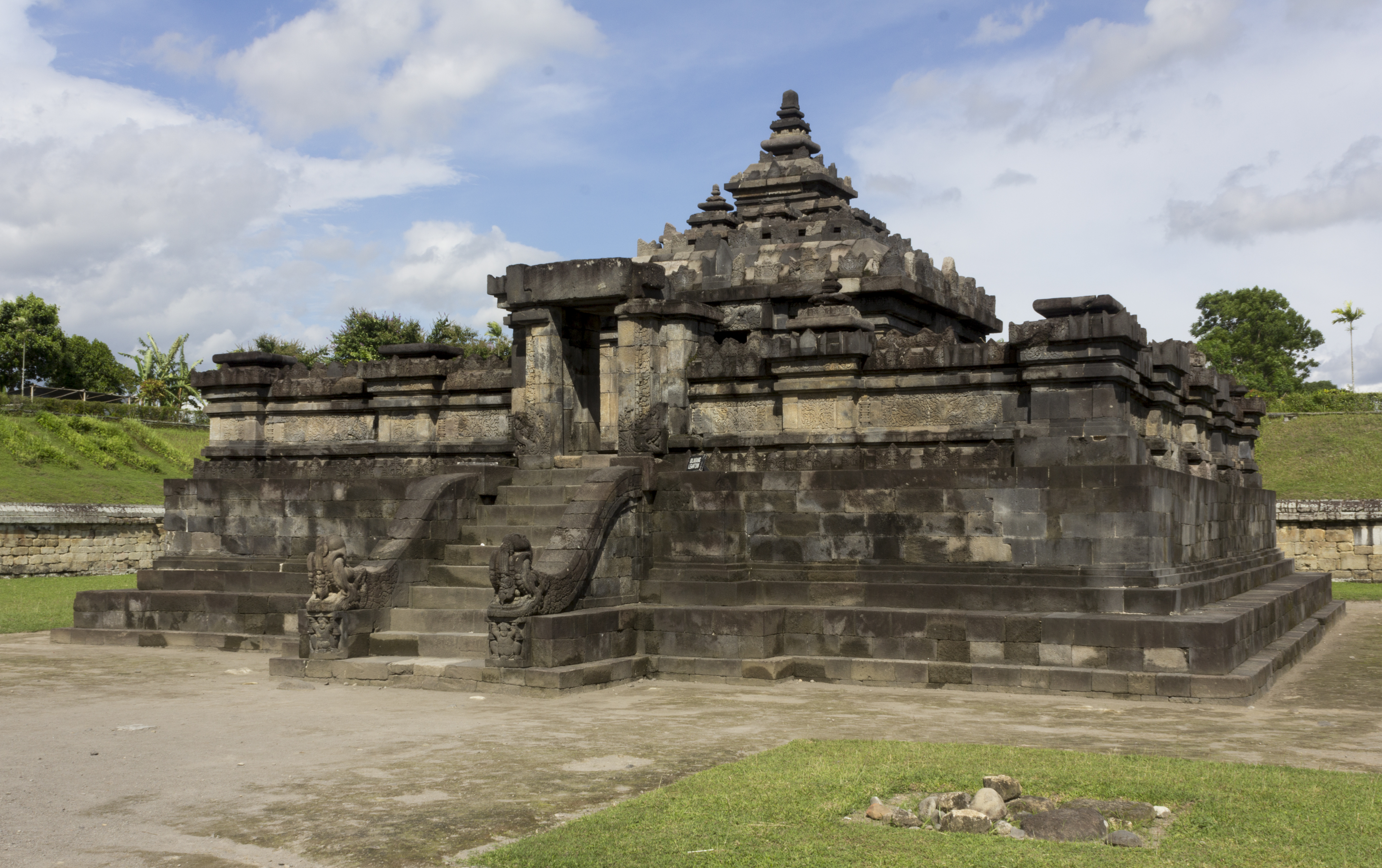
Templo principal de

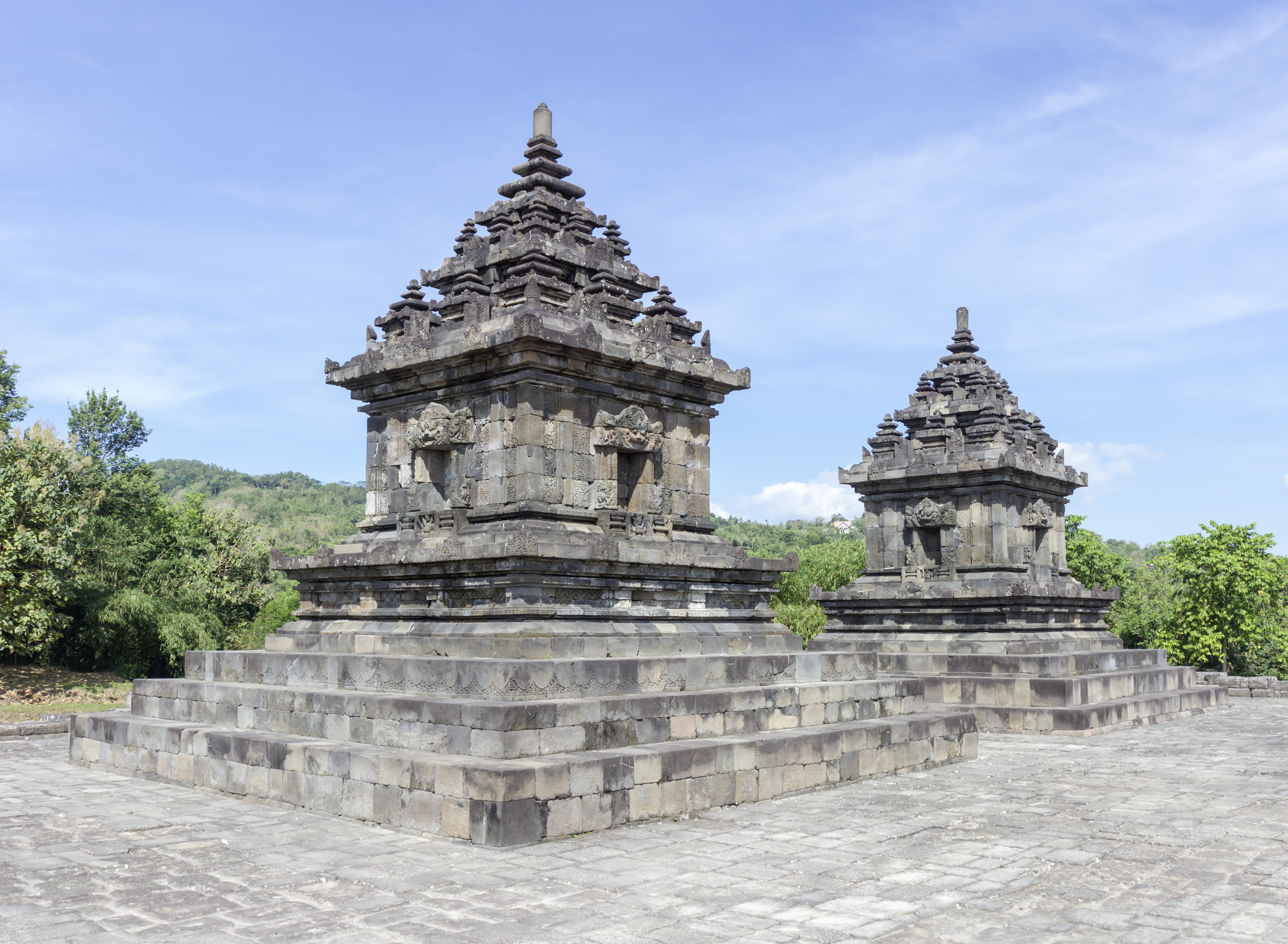
Templo de Barong

Os três reis de Medangue Matarão posteriores a Pikatan — Lokapala (Rakai Kayuwangi), Watuhumalang (r. 890–898) e Balitung (r. 898–910) patrocinaram o hinduísmo xivaíta «depois do declínio do poder dos Sailendra budistas em Java Central». Os seus reinados parecem ter beneficiado duma paz relativa. O grande complexo de Prambanan foi continuamente ampliado e completado, com centenas de templos perwara em redor das três prasadas (torres) dos deuses da Trimúrti (trindade hindu). Foi provavelmente neste período que alguns templos hindus foram construídos na área, como Sambisari, Barong, Ijo, Kedulan, Kimpulan (ou Pustakasala), Kadisoka, Gebang e Merak. Os templos de Barong e de Ijo são particularmente interessantes, pois situam-se numa colina e as suas plantas são diferentes das de templos mais antigos. As plantas dos templos de Sewu e de Prambanan são em forma de mandala concêntrica, o que não acontece em Barong e Ijo, onde o templo principal se situa na parte traseira mais alta do recinto, enquanto que os templos complementares perwara se erguem num nível inferior na parte dianteira. Este estilo de templo é muito provavelmente o predecessor do estilo dos templos posteriores de Java Oriental.
Os reis Pikatan, Lokapala e Watuhumalang tiveram a sua corte em Mamrati ou Amrati e são conhecidos pelos "reis de Amrati". A localização exata dessa cidade é desconhecida, embora os estudiosos pensem que se situava algures na planície de Kedu, na atual regência de Magelang ou na de Temanggung, situada a norte de Matarão, ao longo do vale do rio Progo. Uma das localizações sugeridas é o povoado de Kedunglo, da aldeia de Kaloran, na regência de Temanggung, perto do local onde foi encontrada a inscrição Wanua Tengah III.
O nome de Matarão não aparece nas inscrições dos reinados dos "reis de Amrati" e só volta a ser usado no reinado de Balitung, o que possivelmente traduz a transferência da capital. Balitung moveu a sua capital de Amrati para Poh Pitu, que rebatizou como Yawapura. A localização desta capital também é desconhecida, mas é provável que também se situasse na planície de Kedu. Uma das localizações mais prováveis de Poh Pitu/Yawapura é o povoado de Dumpoh, da aldeia de Potrobangsan, na parte norte do sub-distrito de Magelang, onde foi encontrada a inscrição de Poh, datada de 905. Além dessa inscrição, há várias inscrições datadas do reinado de Balitung, entre outras a de Telahap (11 de setembro de 899), Watukura (27 de julho de 902), Telang (11 de janeiro de 904), Poh (17 de julho de 905), Kubu-Kubu (17 de outubro de 905), Mantyasih (11 de abril de 907), e Rukam (907).
O conhecimento que se tem dos nomes dos reis de Medangue Matarão deve-se em grande parte à inscrição de Mantyasih (ou de Balitung), a qual contém a genealogia e a ordem dos reis, que vai até Seri Sanjaia. Esta inscrição leva os historiadores a pensar que Balitung procurava ansiosamente legitimar o seu reinado declarando a sua ascendência. É muito provável que Balitung fosse apenas parente da família real e que tivesse chegado ao trono por ter casado com a filha do rei anterior, tornando-se herdeiro dessa forma.

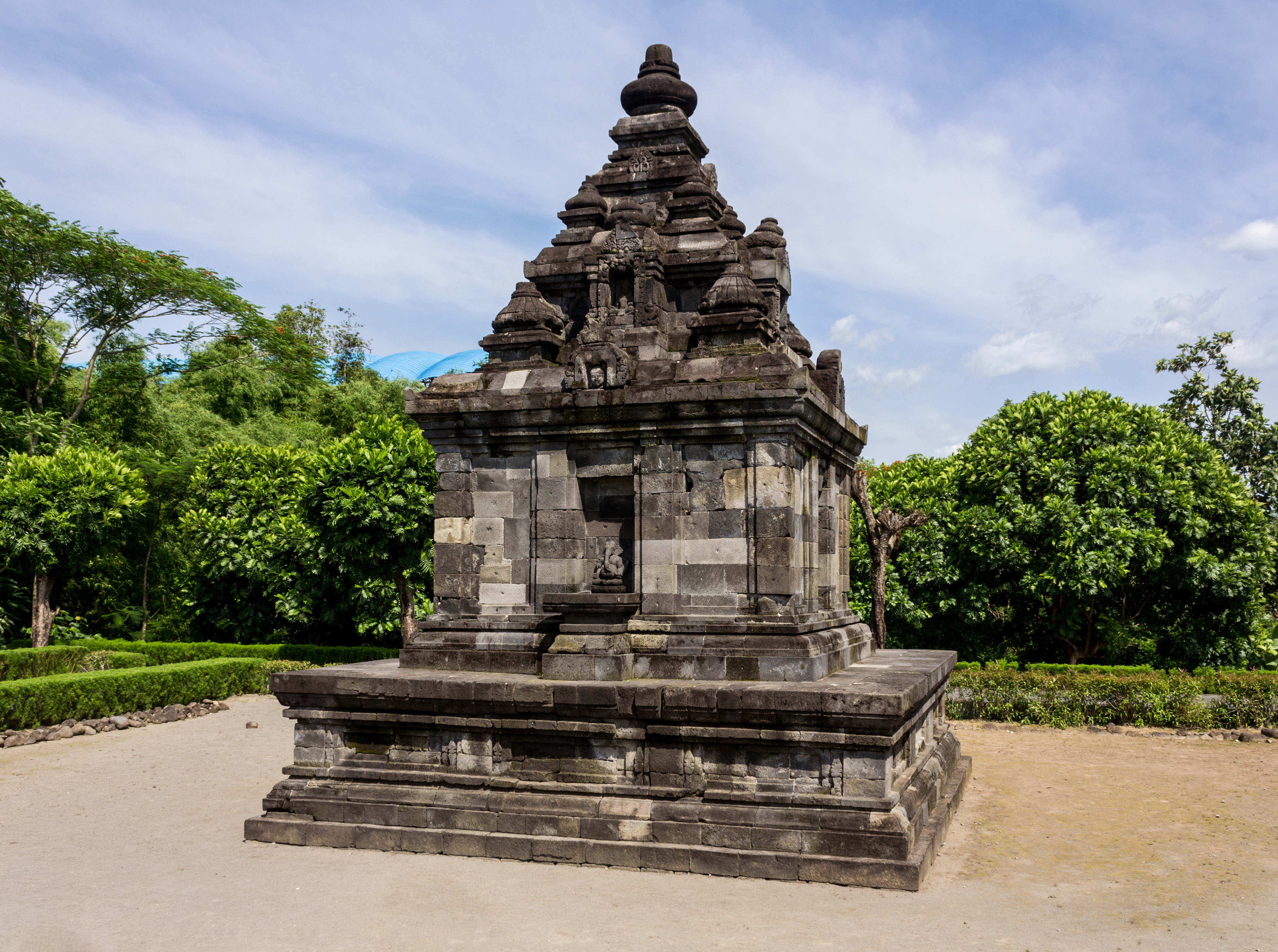

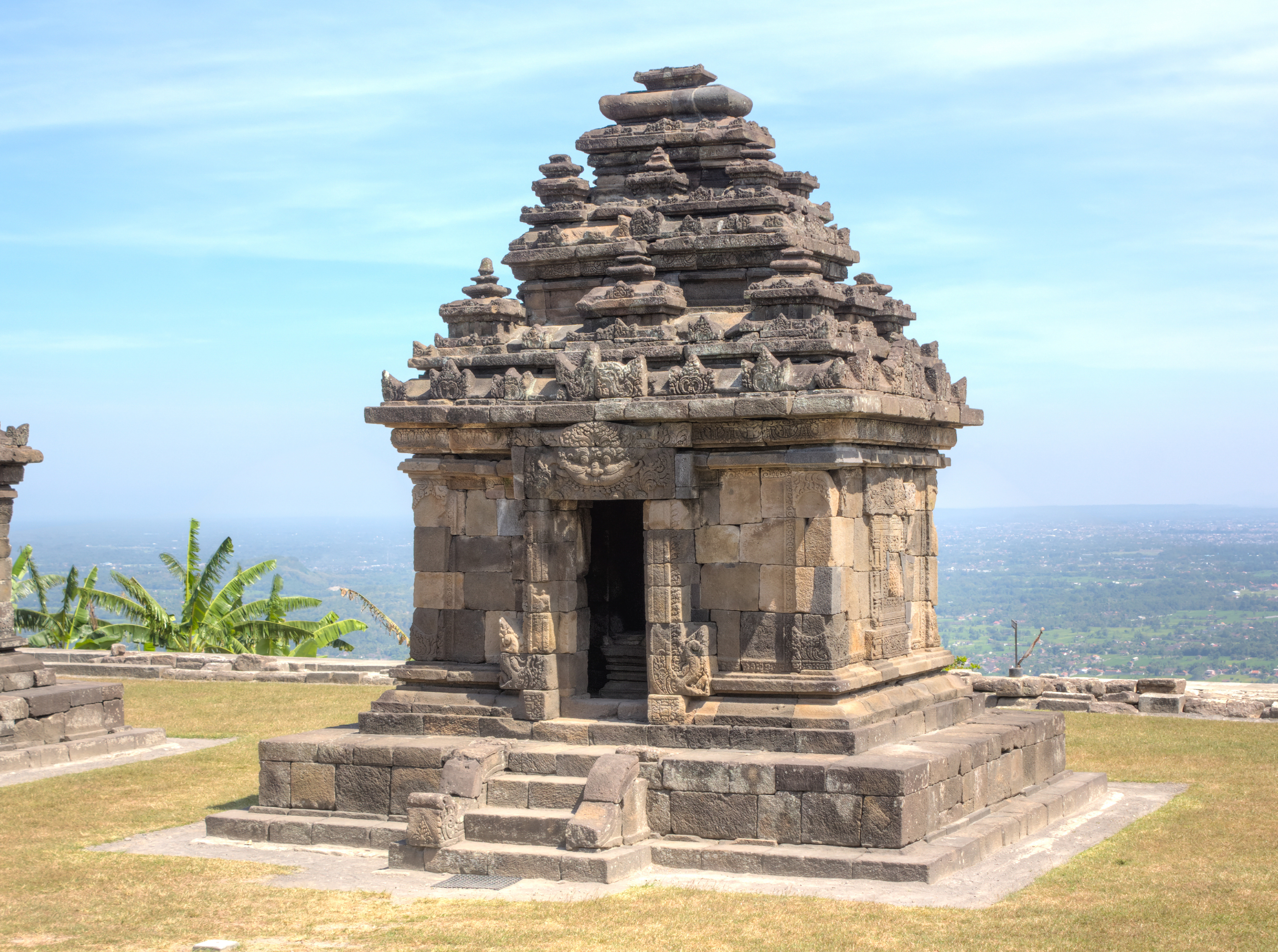
Templo de Ijo

A inscrição de Watukura é a inscrição mais antiga de Java relacionada com assuntos de estado que menciona o título de Rakryan Kanuruhan (primeiro-ministro), embora no tempo de Balitung esse título fosse equivalente a príncipe da coroa. Na inscrição, esse título é ostentado por Mpu Daksa. As relações e o parentesco entre Balitung e o seu sucessor não são claras. Os historiadores sugerem que Daksa era filho do rei anterior (Watuhumalang), embora o trono fosse ocupado por Balitung, que provavelmente era cunhado de Daksa. A inscrição Telang regista que o porto de Paparahuan, situado na margem do rio Solo, foi construído sob a direção de Rakai Welar Mpu Sudarsana. A construção dum porto no rio navegável pode indicar um interesse crescente no comércio marítimo e que consequentemente a corte tenha virado os seus interesses para leste.
A inscrição de Kubu-Kubu, de 17 de outubro de 905, revela que a aldeia de Kubu-Kubu foi concedida a Rakryan Hujung Dyah Mangarak e Rakryan Matuha Dyah Majawuntan como recompensa pelos seus feitos na conquista de Bantan. Não é claro a que se refere este topónimo Bantan. Pode corresponder ao sítio arqueológico do século X de Banten Girang, situado na atual província de Bantém, na extremidade ocidental de Java, ou a outro local. Alguns historiadores especulam que Bantan pode ser um nome alternativo do Reino do Bali. Em javanês antigo, bantan significa "sacrifício", que é frequentemente sinónimo de bali, que significa "oferenda".
A inscrição de Mantyasih, de 11 de abril de907, descreve os presentes dados a cinco patihs (oficiais) inferiores como recompensa do seus serviços de manutenção da paz durante o casamento de Balitung. Também de 907, a inscrição de Rukam regista que Balitung ordenou que as receitas dos impostos de sima (terras de cultivo de arroz que pagam impostos) cobrados na aldeia de Rukam fossem destinadas à construção e manutenção dum templo dedicado à sua avó Nini Haji Rakryan Sanjiwana. O templo mencionado é o templo budista de Sojiwan, situado a pouca distância a sul de Prambanan, provavelmente construído nos últimos anos do reinado de Rakai Kayuwangi (Lokapala) e completado durante o reinado de Balitung. O templo é dedicado a Nini Haji Rakryan Sanjiwana, um nome ligado a Seri Caulunã, um nome alternativo da rainha Pramodhawardhani. É provável que seja um templo mortuário, consagrado como pedharmaan (dedicação) à falecida rainha-mãe.
A rivalidade entre Balitung e Daksha possivelmente resultou da contestação pela sucessão entre Rakai Gurunwangi e Rakai Kayuwangi, ambos descendentes de Rakai Pikatan. Durante o reinado do seu cunhado Balitung, Mpu Daksha teve o cargo de Rakai Hino, segundo a inscrição de Taji Gunung, datada de 21 de setembro de 910, que menciona a partilha da área de Taji Gunung entre ele e Rakai Gurunwangi. Ao que parece, Gurunwangi aliou-se com o seu sobrinho Daksha. Boechari tem a certeza que o reinado de Balitung terminou devido a uma rebelião de Mpu Daksha. Na estela de Timbangan Wungkal, datada de 913, Mpu Daksha já tinha ascendido ao trono. Apesar do reino ter gozado de relativa paz e prosperidade após Balitung, aparentemente a a construção de grandes templos diminuiu tanto em quantidade como em qualidade.
Daksha reinou nas partes central e oriental de Java entre 910 e 919. O seu sucessor, Tulodong (r. 919–924) também governou a partir de Poh Pitu. O monarca seguinte, Vava (r. 924–929) transferiu a capital novamente para Matarão. A inscrição de Sanggurah, datada de 2 de agosto de 928 e encontrada na região de Malangue de Java Oriental, é particularmente interessante, pois menciona que o Seri Marajá Racai Pancajá Diá Uauá Seri Uijaialocanamotunga (rei Uauá Uijaialoca) concedeu o estatuto de sima às terras da nascente do rio Brantas e as suas vizinhanças, no que são hoje as áreas de Batu e Malangue. Isto indica que durante o reinado de Wawa o reino se expandiu para oriente estabelecendo assentamentos (terras simas) ao longo dos rios Solo e Brantas.

### Deslocação para leste

O ficou soterrado sob cinco metros de cinza vulcânica do monte Merapi

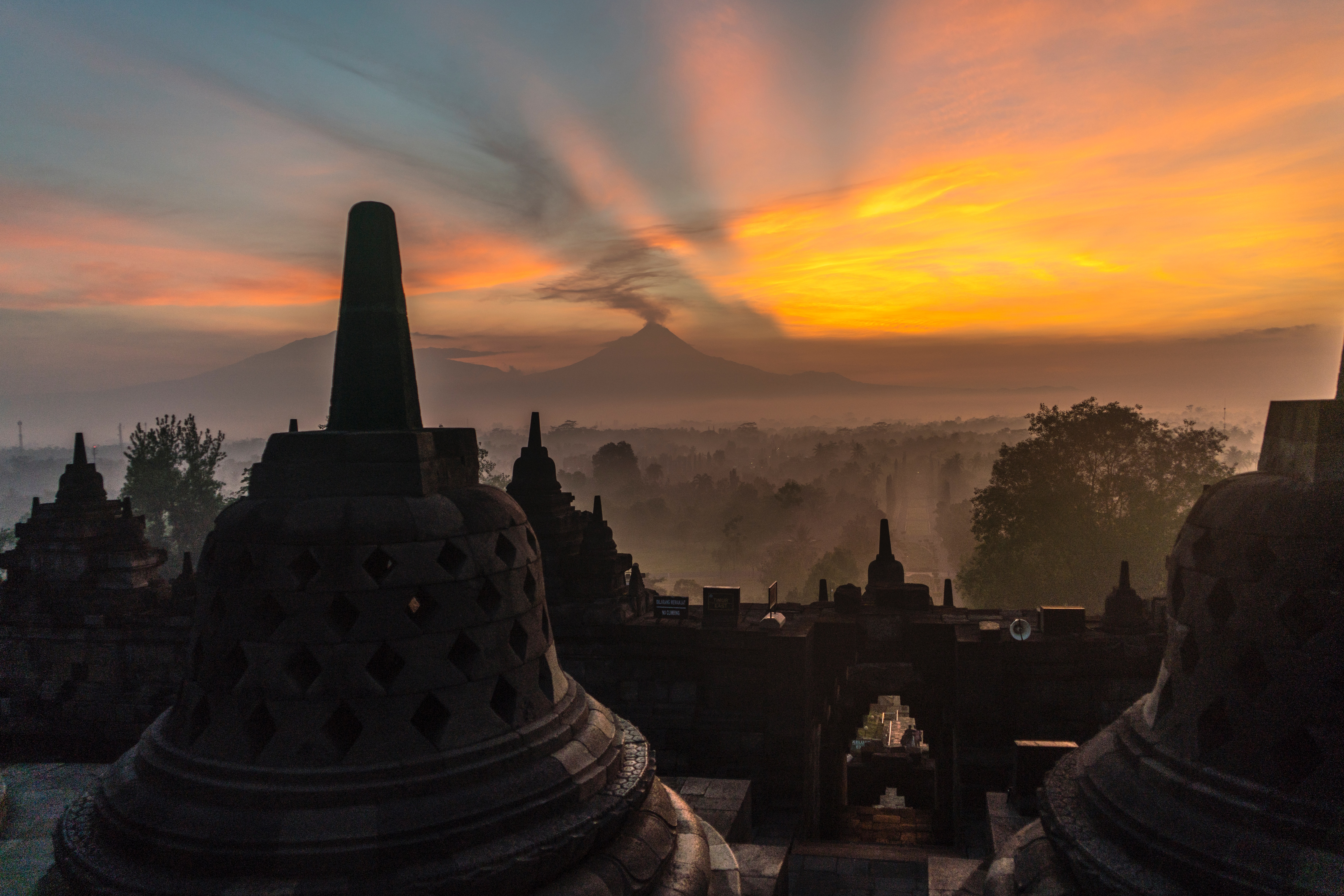
O vulcão Merapi visto de Borobudur

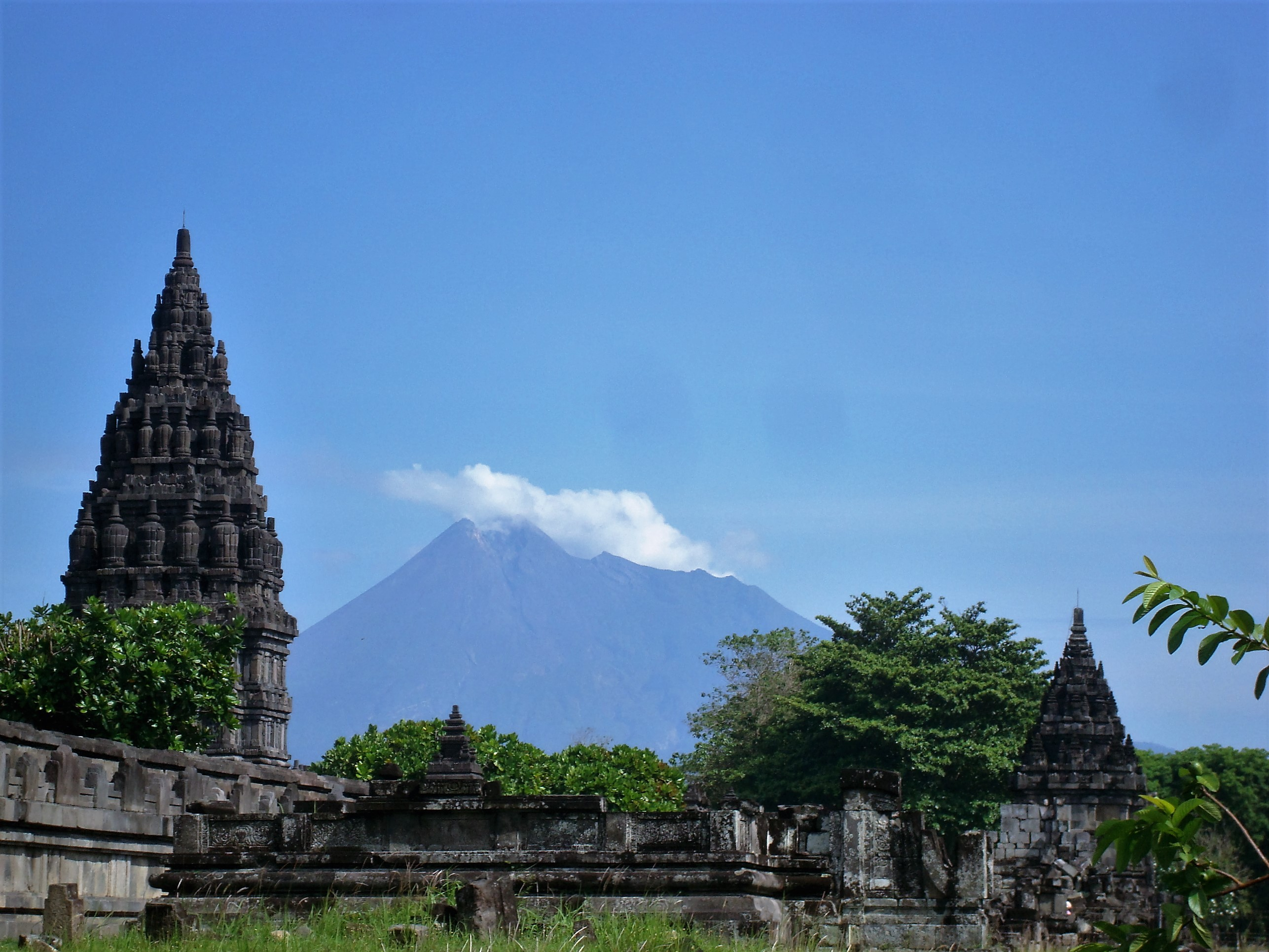
O Merapi visto de Prambanan

Cerca do ano 929, o centro do reino foi deslocado de Java Central para Java Oriental por Mpu Sindok (r. 929–947)., que fundou a dinastia Isyana. A causa desta transferência é incerta, tendo sido avançadas várias teorias, que vão desde um desastre natual até motivo económicos, passando por uma epidemia, lutas políticas ou motivos religiosos. A teoria do geólogo Reinout van Bemmelen, apoiada pelo historiador indonésio Boechari, a causa foi uma grande erupção do monte Merapi. A generalidade dos historiadores sugere que durante o reinado de Wawa ocorreu uma grande erupção do Merapi que devastou a capital do reino (Matarão). Essa erupção histórica massiva do Merapi é popularmente conhecido como Pralaia Matarão ("catástrofe de Matarão") e encontram-se evidências da sua ocorrência em vários templos, que foram virtualmente soterrados pelo lahar e cinza vulcânica, como Sambisari, Morangan, Kedulan, Kadisoka e Kimpulan.
Para o arqueólogo Agus Aris Munandar, a mudança para leste deveu-se às erupções incessantes do Merapi e a motivos religiosos com elas relacionados. Para os habitantes do Reino de Matarão, o Merapi era considerado o Mahameru (o monte Meru das mitologias hindu e budista), símbolo do centro do universo e local onde vivem os deuses. Como as erupções não paravam, decidiram procurar ou Mahameru. Dado que Java Oriental era território do reino, é possível que alguém informasse que havia outro Mahameru a leste. Munandar sugere que a nova montanha sagrada era o monte Penanggungan, que se assemelha ao Mahameru, e foi onde foram encontradas as primeiras que mencionam Mpu Sindok. Outra hipótese, avançada por N. J. Krom, é que teria havido uma epidemia, que forçou as pessoas a procurar outro sítio para viver. Para B. Schrieke, a mudança para leste deve-se a razões económicas: os reis obrigavam a população a abandonar as suas terras para trabalhar na construção dos grandes templos, o que fez com que as pessoas se mudassem para leste para evitar ter que cumprir as ordens reais. Outra causa pode ter sido o facto das populações hindus estarem descontentes com o facto de serem governadas por reis budistas, como sugeiriu Cœdès, o que está em linha com a teoria de Casparis, segundo a qual a mudança da capital para leste ocorreu para evitar uma invasão de Serivijaia vinda de Sumatra (situada a noroeste de Java).
Contudo, talvez o mais provável é que tenha sido por razões económicas que o centro do reino se deslocou para Java Oriental. De Casparis desenvolve essa teoria, dizendo que Java Oriental estava melhor situado do que Java Central para o comércio marítimo crescente, por ter melhores acessos à costa norte, virada para os parceiros comerciais do continente asiático. O rio Brantas era de grande importância estratégica, pois oferece acesso fácil aos portos da costa norte, no  mar de Java, o que permitia controlar de forma mais efetiva as rotas comerciais marítimas para o leste do arquipélago indonésio, vitais para o lucrativo comércio de especiarias produzidas nas Molucas. Esta situação contrasta fortemente com as planícies de Kedu e de Quevu, o centro do Reino de Matarão até ao fim do século IX. Apesar da sua grande fertilidade, ideal para um estado cuja riqueza era proveniente da cultura de arroz e estava virado para dentro de si próprio, não era o local adequado para desenvolver um reino virado para o comércio marítimo, para o qual a costa norte de Java está muito melhor posicionada. A região de Matarão é limitada a norte por uma barreira de grandes vulcões de difícil transposição, onde se destacam o Merapi, Merbabu, Sumbing, Sundoro, Dieng e Ungaran, que isolam a região da costa norte.
Os estudos mais recentes sugerem que a mudança para leste não foi um evento abrupto. Durante o chamado período de Matarão, provavelmente o reino já se tinha expandido para oriente e estabelecido assentamentos ao longo do rio Brantas, em Java Oriental. O mais provável é que a mudança tivesse corrido de forma gradual, durante um longo período. A mudança deve ter sido motivada por múltiplos fatores, quer naturais quer políticos ou económicos. Pela inscrição de Sanggurah sabe-se que o rei Wawa de Matarão reinava em Java Oriental em 928. A inscrição fornece dados sobre a mudança de poder que se deu em Java Oriental.
Quaisquer que fossem as verdadeiras razões da mudança do centro político, este evento marcou profundamente o fim duma era. É certo que a atividade de construção de templos já tinha vindo a decrescer desde o reinado de Balitung, em quantidade e qualidade, mas durante o período de Java Central do reino não foram construídas quaisquer estruturas religiosas em Java Oriental comparáveis às de Java Central, dando a sensação que o reino deixou de ter a intenção e os recursos para empreender um projeto de construção de grande escala.

#### Estabelecimento em Java Oriental

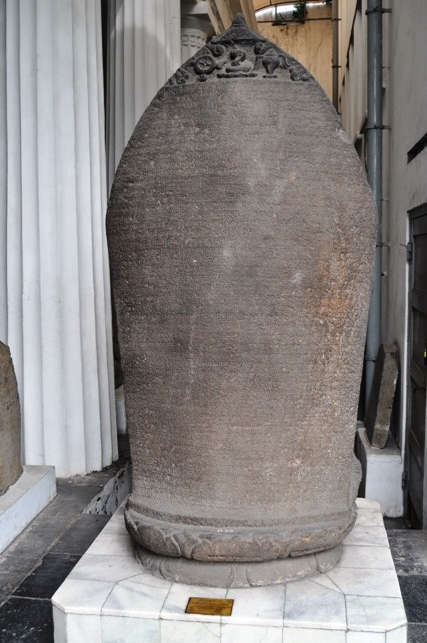
(937), em exposição no Museu Nacional da Indonésia

A inscrição de Turyan, de 929, conta que Mpu Sindok instalou a capital em Tamwlang e que depois em Watugaluh. Os historiadores identificam esses nomes com Tambelang e Megaluh, perto do que é hoje Jombang. Apesar de Sindok ter fundado uma nova dinastia (Isyana, nome da filha), ele parece ter tido parente próximo da família real de Matarão, pelo que pode ser visto como uma continuação da longa linhagem dos reis javaneses descendentes de Seri Sanjaia. Durante o seu reinado, foram produzidas numerosas inscrições, a maior parte delas relacionadas com o estabelecimento de terras sima ou swatantra. Algumas dessas inscrições são as de Linggasutan (929), Gulung-Gulung (929), Cunggrang (929), Jru-Jru (930), Waharu (931), Sumbut (931), Wulig (935) e Anjukladang (937). Elas mostram que Sindok parece ter consolidado a sua autoridade em Java Oriental, pois numerosas aldeias foram declaradas terras sima, o que significa que essas povoações desenvolveram o cultivo de arroz em água e podem ser taxadas e jurar fidelidade ao reino de Sindok.
A inscrição de Anjukladan é particularmente interessante, pois nela lê-se que o estatuto de sima é concedido à aldeia de Anjukladang e que um templo foi erigido em reconhecimento da sua participação na defesa contra a invasão de forças Melaiu. O templo mencionado é provavelmente Candi Lor, construído em tijolo e atualmente em ruínas, situado na aldeia de Candirejo, na regência de Nganjuk. As "forças Melaiu" refere-se ao antigo nome do Reino Melaiu de Sumatra, que provavelmente significa Serivijaia, o que indica que as relações entre o reino javanês oriental de Medangue e Serivijaia se tinham deteriorado ao ponto de haver guerra.

#### Expansão para o Bali
Sindok foi sucedido pela sua filha Isyana Tunggawijaya (r. 947–985). Segundo a inscrição de Gedangan, de 950, Isyana casou com Seri Locapala, um nobre do Bali. Mais tarde, ela foi sucedida pelo seu filho Makutawangsa Wardhana (r. 985–990).
De acordo com a inscrição de Pucangan, o rei Makutawangsa Wardhana teve uma filha chamada Mahendradatta e foi substituído pelo seu filho Dharmawangsa Teguh c. 990. Este mudou a capital para Wwatan, identificada com a região de Wotan, perto da atual cidade de Madiun. A irmã de Dharmawangsa, Mahendradatta casou depois com o rei balinês Udayana Warmadewa. Isto indica que, de alguma forma, o Bali tinha passado a fazer parte da esfera de influência (mandala) do Reino de Medang, provavelmente como vassalo. Um dos feitos de Dharmawangsa foi ter mandado traduzir o Mahabharata em javanês antigo em 996.

### Colapso
No final do século X, a rivalidade entre os reinos sumatrense de Serivijaia e o javanês de Matarão tornou-se mais hostil. Possivelmente, a animosidade foi causada pelas aspirações de Matarão Medangue a desafiar o domínio de Serivijaia como potência regional ou pelo empenho de Serivijaia em reclamar terras em Java, já que Balaputra e os seus descendentes — uma nova dinastia de marajás — pertenciam à dinastia Sailendra. A inscrição de Anjukladang, de 937, já menciona um ataque por infiltração de Melaiu, que é interpretado como um ataque de Serivijaia.

#### Guerra com Serivijaia

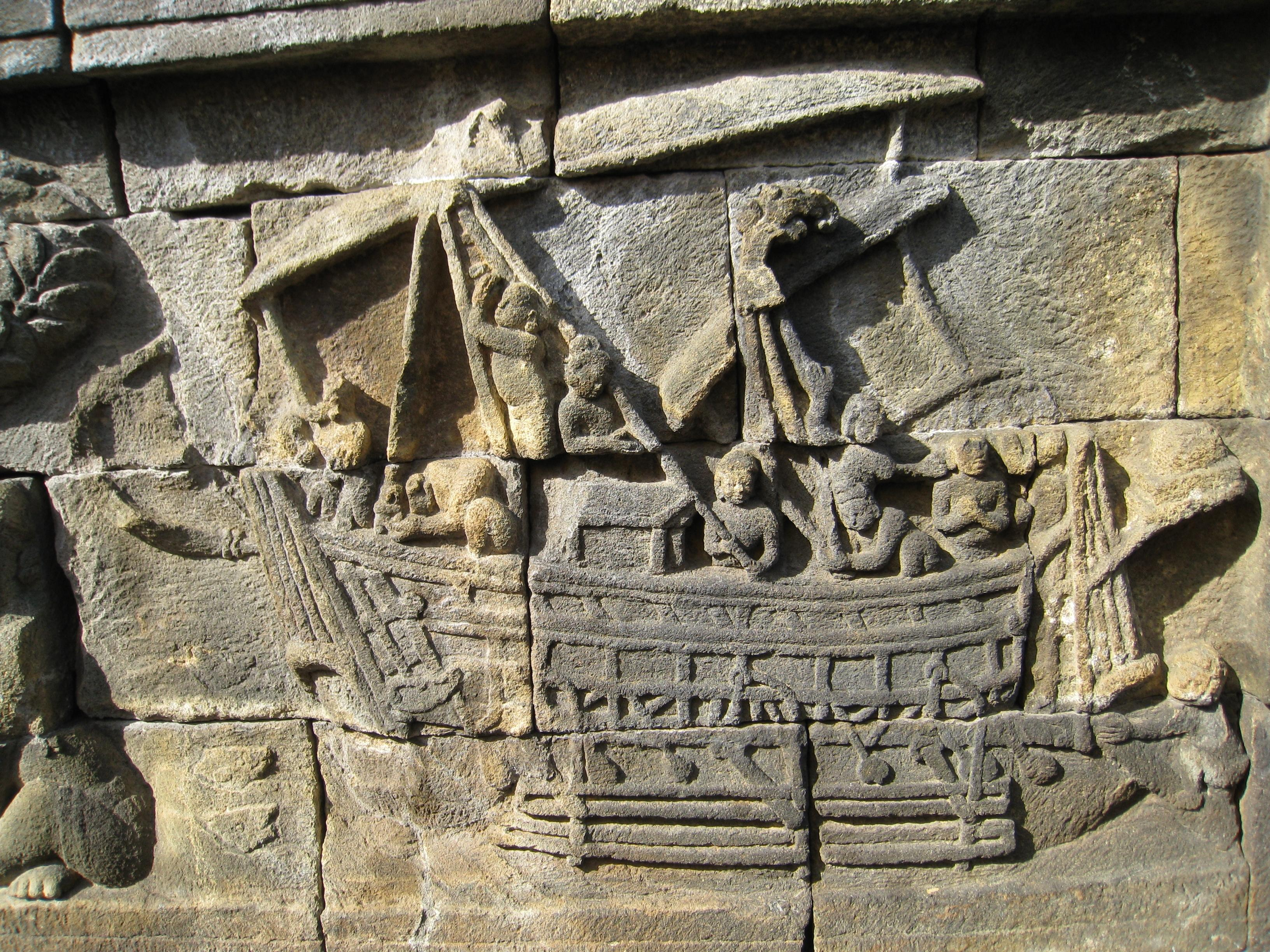
Antigo navio javanês (o "") representado num relevo de Borobudur. Em 990, o rei Dharmawangsa lançou um ataque naval contra Serivijaia, na Sumatra.

Em 990, Dharmawangsa lançou uma invasão naval contra Serivijaia, cujo objetivo era conquistar a capital do Império Serivijaia, Palimbão. Esta invasão é mencionada em registos chineses do período Song. Em 988, um emissário de San-fo-qi (Serivijaia)  foi enviado à corte chinesa em Guangzhou (Cantão). Quando já estava na China há dois anos, o emissário soube que o seu país tinha sido atacado por She-po (Java), o que o impedia de voltar a casa. Em 992, chegou à corte chinesa um enviado deShe-po (Java), que explicou que o seu país estava envolvido numa guerra contínua com Serivijaia. Em 999, o emissário de Serivijaia navegou da China para Champa (atualmente no Vietname), tentando voltar a casa, mas lá não teve quaisquer notícias sobre a situação no seu país, pelo que navegou de volta para a China e apelou à proteção do imperador chinês contra os invasores javaneses.
A invasão de Dharmawangsa levou o marajá de Serivijaia, Seri Cudamani Varmadeva, a procurar apoio junto do imperador chinês. Cudamani Varmadeva era um governante competente e astuto, com grande talento para a diplomacia. No meio da crise provocada pela invasão javanesa, ele garantiu o apoio chinês apziguando o imperador chinês. Um registo histórico da dinastia Song datado de 1003 relata que um emissário de San-fo-qi enviado por Seri Cudamani Warmadewa informou que um templo budista tinha sido erigido no seu país para rezar pela vida longa do imperador chinês, pedindo ao imperador para dar o nome e o sino para esse templo construído em sua honra. Com grande satisfação, o imperador chamou ao templo Ch'eng-t'en-wan-shou ("dez mil anos a receber bençãos do céu, que é a China") e um sino foi imediatamente fundido e enviado para Serivijaia para ser colocado no templo.
Após 16 anos de guerra, em 1006 Serivijaia conseguiu repelir os invasores de Medangue e retomou Palimbão. A invasão alertou o marajá de Serivijaia para quão grande o inimigo javanês podia ser, o que o levou a preparar meticulosamente e com tempo um plano para destruir Medangue.

#### Mahapralaya

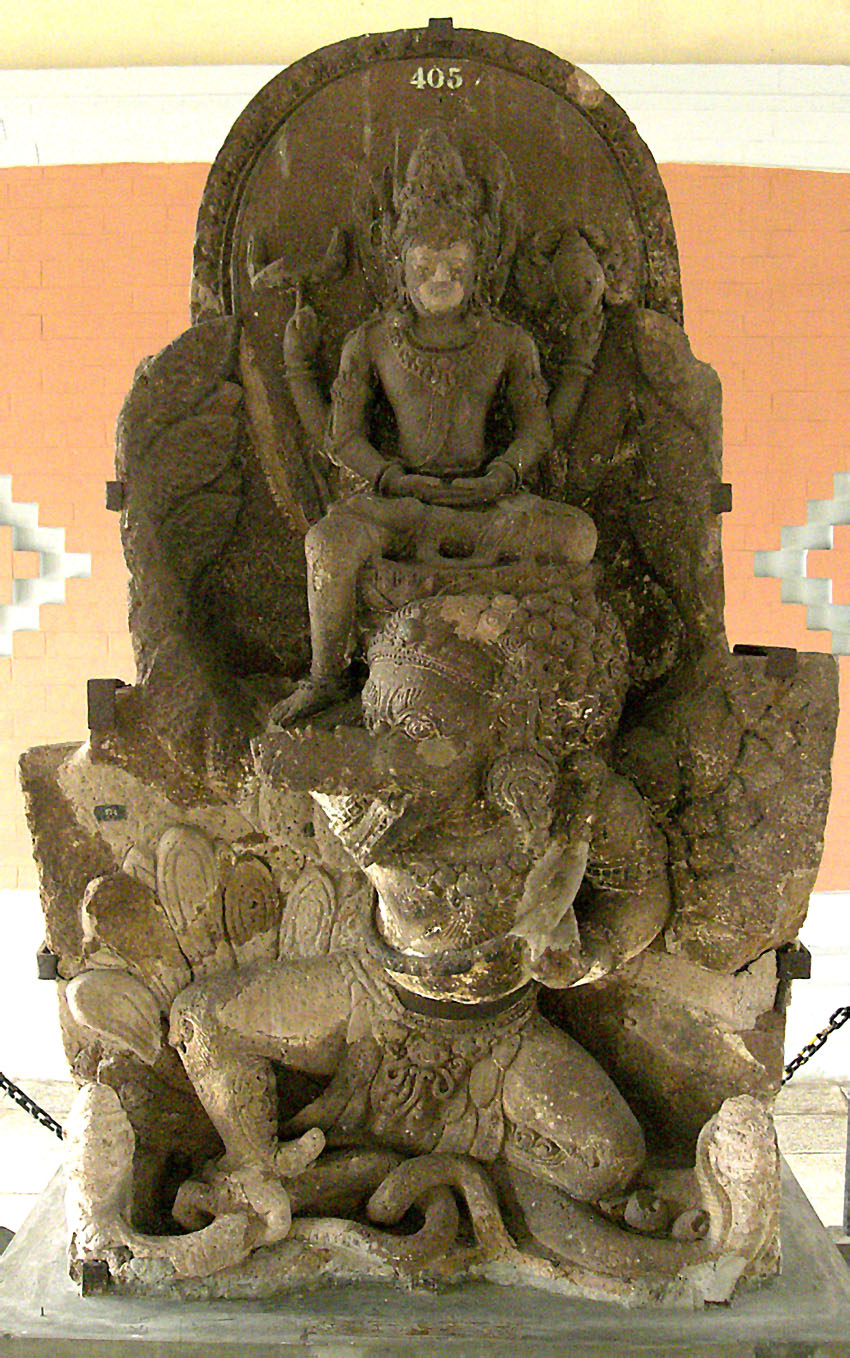
Estátua de Airlangga retratado como Vixnu. Airlangga era sobrinho de Dharmawangsa e fundou o em 1019.

Como retaliação, em 1016-1017 forças de Serivijaia apoiaram a revolta do Haji (rei) Wurawari of Lwaram, que atacou e destruiu o palácio de Medangue, matando o rei Dharmawangsa e a maior parte da sua família. Lwaram está ligado ao que é hoje a aldeia de Ngloram, na região de Cepu da regência de Blora, em Java Central. Este ataque súbito e inesperado teve lugar durante a cerimónia de casamento da filha de Dharmawangsa, pelo que o ataque apanhou a corte completamente desprevenida.
A calamidade foi registada nas crónicas javanesas como a pralaya ("catástrofe" ou "queda"), ou seja, o fim do Reino de Matarão. Com a morte de Dharmawangsa, a queda da sua capital e sob a pressão militar de Serivijaia, o reino acabou por colapsar e caiu no caos. Devido ao vazio de poder em Medangue, os senhores da guerra das províncias e localidades em Java Central e Oriental rebelaram-se e quebraram os laços com o governo central, formando os seus  próprios estados independentes governados por dinastias locais. Os raides e assaltos tornaram-se muito frequentes e devastaram o país; a agitação e violência prolongou-se por vários anos após a queda do reino.
Airlangga, filho do rei Udayana Warmadewa do Bali e da rainha Mahendradatta, portanto sobrinho do rei morto Dharmawangsa, conseguiu escapar à destruição e exilou-se na floresta de Vanagiri, em Java Central. Mais tarde, reuniu apoio popular e o que restava do Reino de Medangue, restabelecendo o reino (incluindo o Bali) sob o nome de Reino de Kahuripan em 1019. Este reino, que pode ser considerado um sucessor de Medangue/Matarão, tinha a sua capital perto do estuário do Brantas, algures nas vizinhanças da moderna cidade de Surabaia, ou nas regências de Sidoarjo ou Pasuruan.

## Família real

### Teoria das duas dinastias

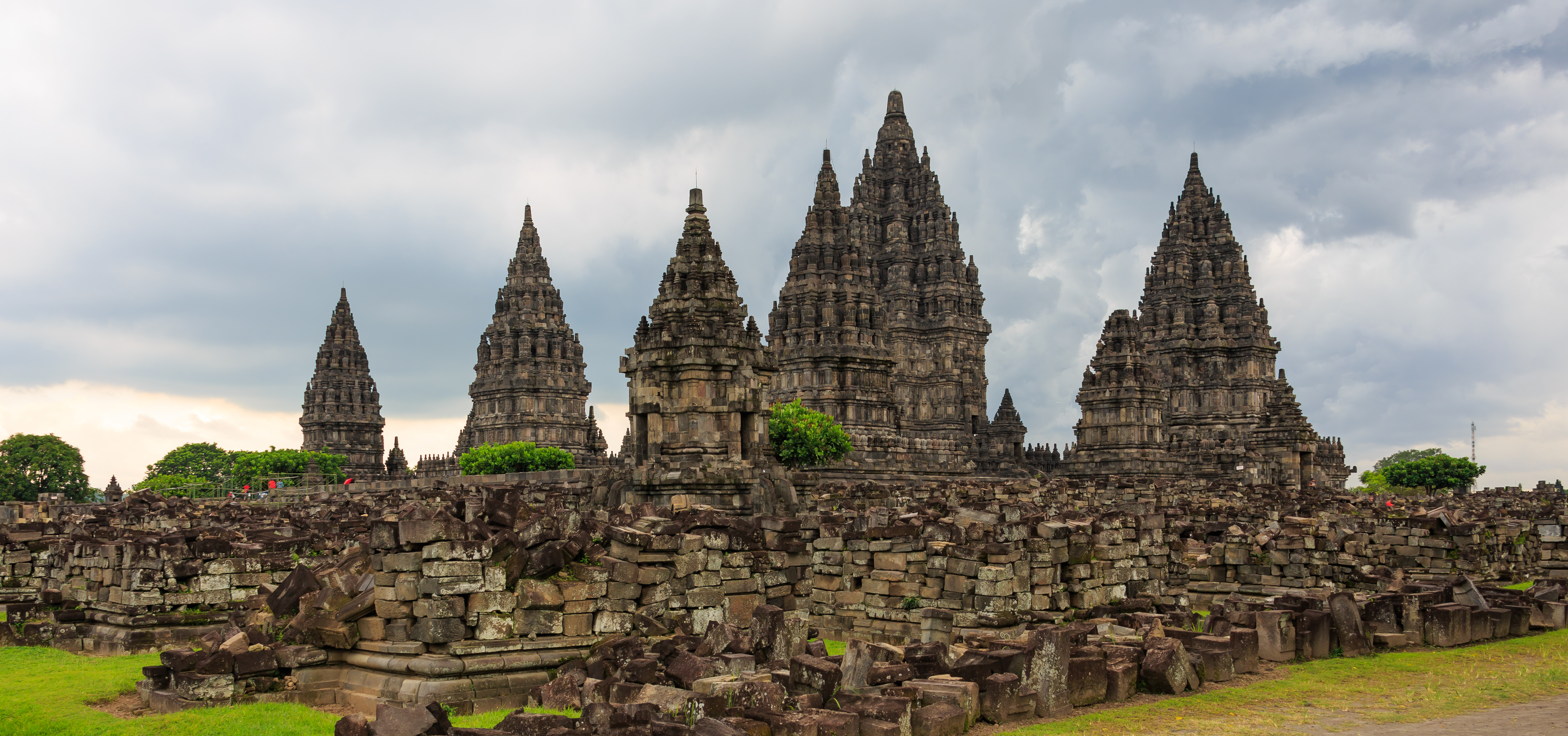
Complexo de templos hindus de Prambanan

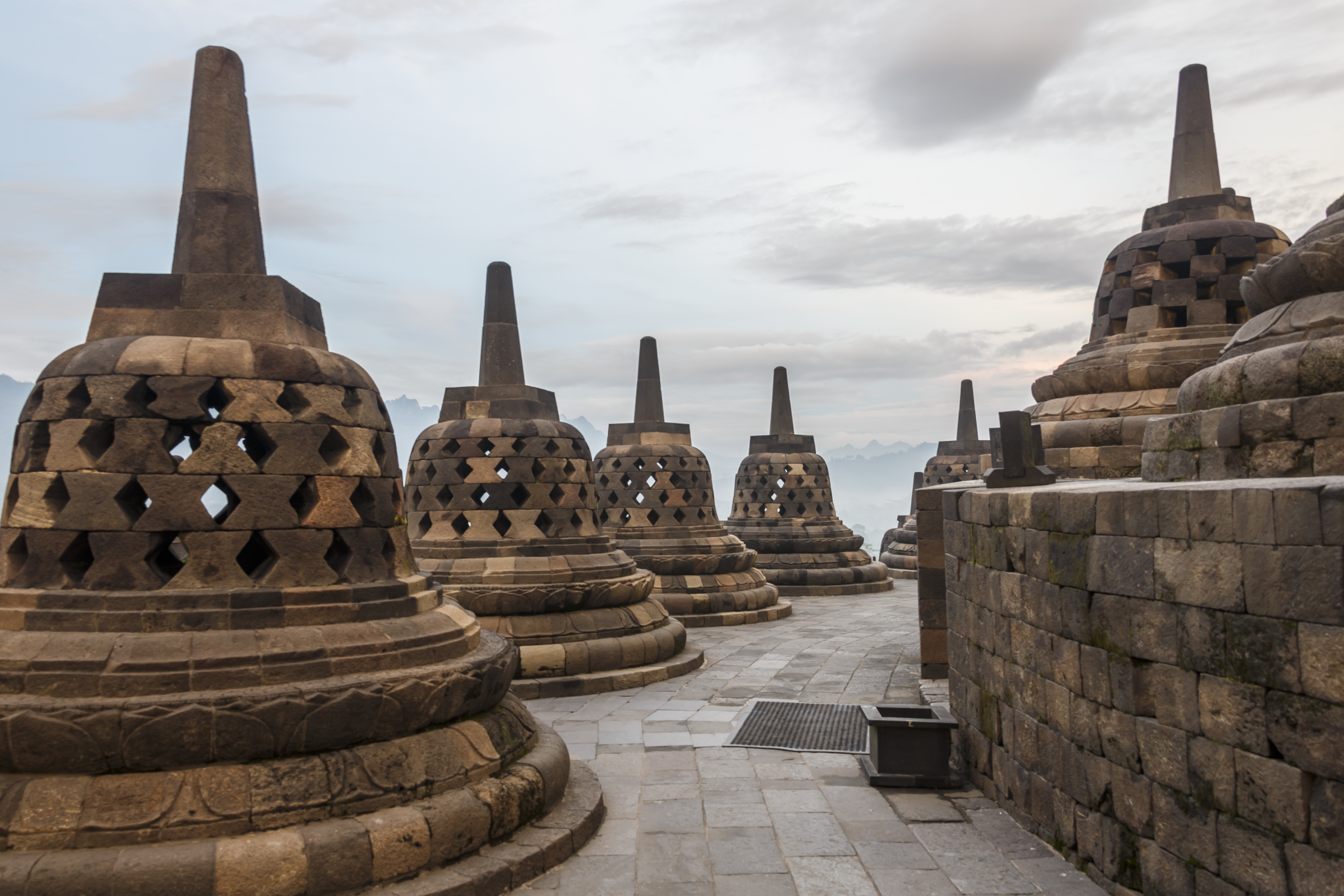
Borobudur

No seu livro “Srivijaya, de Sailendravamsa en de Sanjayavamsa”, de 1952, Bosch sugeriu que o rei Sanjaia foi o fundador da dinastia Sanjaia e que houve duas dinastias reinantes em Java Central: a budista Saliendra e a hindu xivaíta Sanjaia. O registos epigráficos revelam que Sanjaia era um seguidor fervoroso do xivaísmo. Desde a sua fundação no início do século VIII até 928, o Reino de Matarão teria sido governado pela dinastia Sanjaia. O primeiro rei foi Sanjaia, que reinou na região de Matarão, na região da atual Joguejacarta e Prambanan e deixou registos escritos na inscrição de Canggal. Contudo, aproximadamente em meados do século IX, a dinastia Sailendra emergiu em Java Central e desafiou o domínio dos Sanjaia na região.
Segundo a interpretação histórica prevalente, essas duas dinastia coexistiram em Java Central e cooperaram pacificamente durante maior parte do período que durou aquilo que se designa Reino de Matarão ou de Medangue. Os Sailendra tinham fortes ligações a Serivijaia e conseguiram ganhar o controlo de Java Central, tornando-se senhores dos rakai (líderes locais javaneses), que incluíam os Sanjaia, pelo que os reis Sanjaia de Matarão se tornaram vassalos dos Salidendras. Sabe-se pouco sobre este reino devido ao domínio dos Sailendra, que durante este período construíram o grande monumento budista de Borobudur. Samaratungga (r. 819–838) foi o monarca Sailendra que tentou assegurar a posição da sua dinastia em Java cimentando uma aliança com os Sanjaia através do casamento da sua filha Pramodhawardhani com Rakai Pikatan.
Em meados do século IX, as relações entre os Sanjaia e os Sailendra deterioram-se. Em 852, o governante Sanjaia Pikatan derrotou Balaputra, o seu cunhado filho do Sailendra Samaratungga e da princesa Tara. Esta derrota marcou o fim da presença dos Sailendra em Java. Balaputra retirou para a capital de Serivijaia em Sumatra, onde se tornou o principal governante. a vitória de Pikatan é registada na inscrição de Shivagrha, datada de 856, quando reinava Rakai Kayuwangi, o sucessor de Pikatan.

### Teoria da dinastia única

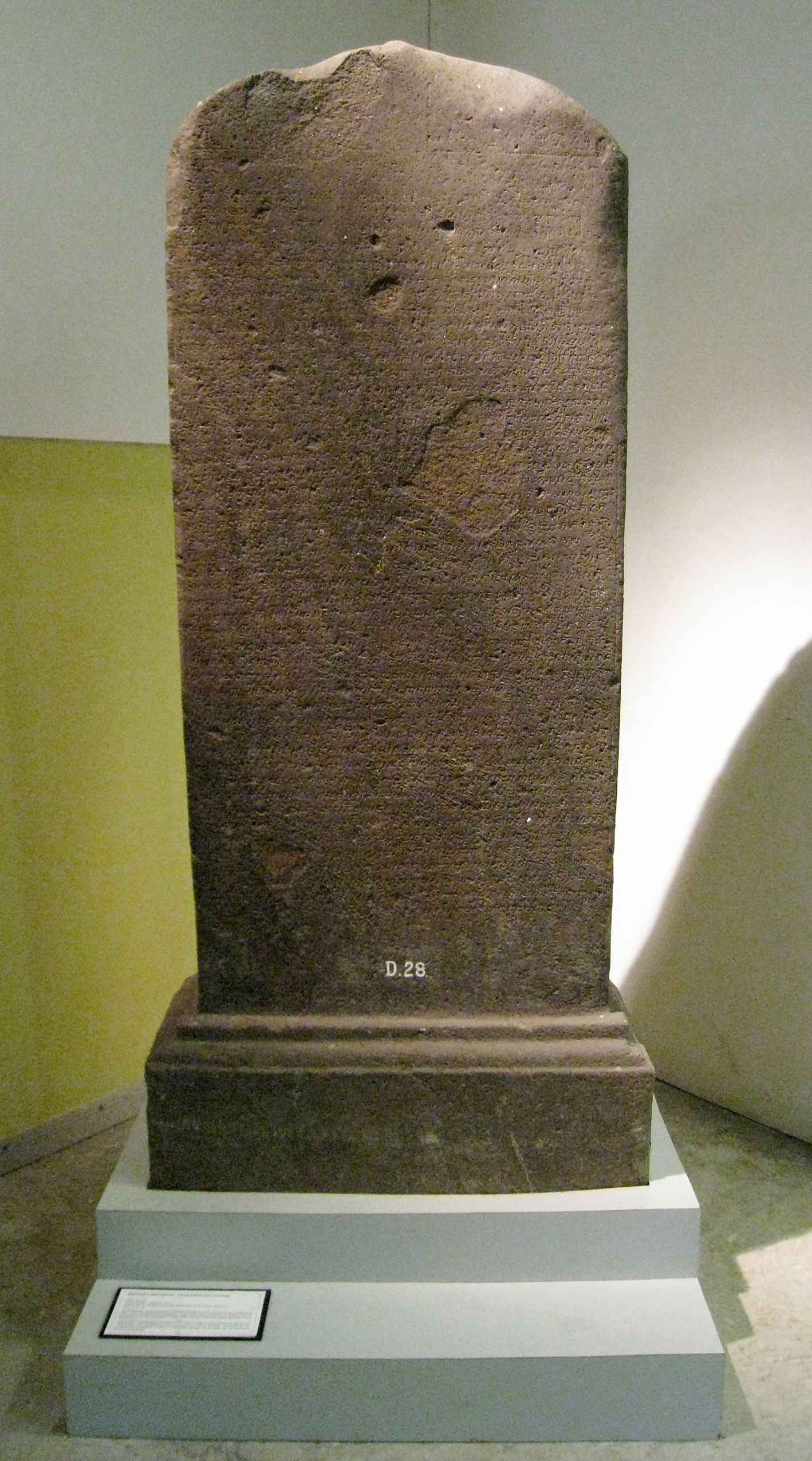
Inscrição de Shivagrha (856)

A teoria das duas dinastias proposta por Bosch e De Casparis foi depois contestada por alguns historiadores indonésios. Poerbatjaraka sugeriu que só teria existido uma dinastia, a Sailendra, e um reino chamado Medangue, com capital na área de Matarão, o que explicaria o nome longo do reino — Medang i Bhumi Mataram. Esta teoria é suportada pela interpretação da inscrição de Sojomerto, do início do século IX, e do estudo de Poerbatjaraka do manuscrito Carita Parahyangan. Poerbatjaraka teorizou que Sanjaia e todos os seus descendentes pertenciam à família Sailendra, que inicialmente era xivaíta. No entanto, segundo a inscrição de Raja Sankhara (atualmente desaparecida), Panangkaran, filho e sucessor de Sanjaia, converteu-se ao budismo e devido a esta conversão os reis de Medangue foram budistas maaiana e patrocinaram o budismo em Java até ao fim do reinado de Samaratungga. O reino passou a patrocinar o hinduísmo xivaíta a partir do reinado de Pikatan, o que perduraria até ao colapso do reino. Durante os reinados de Pikatan e de Balitung, foi erigido e expandido o templo real de Prambanan, dedicado à Trimúrti (trindade hindu) e situado cerca de 16 km a leste da atual cidade de Joguejacarta.

## Governo e economia
A complexidade e estratificação da antiga sociedade javanesa, com o seu apurado gosto estético e cultura refinada, é evidenciada nas vária cenas representadas nos baixos-relevos narrativos que se podem ver em vários templos do período do reino de Matarão Medangue.

### Capital
Durante esse tempo, o conceito comum de cidade, como existia na Europa, Médio Oriente ou China, como uma concentração urbana e centro de atividades políticas, administrativas, religiosas e económicas, não existia em Java. O desenvolvimento urbano propriamente dito só apareceu na ilha no século XIII, com Trowulan, a capital do Império de Majapait.

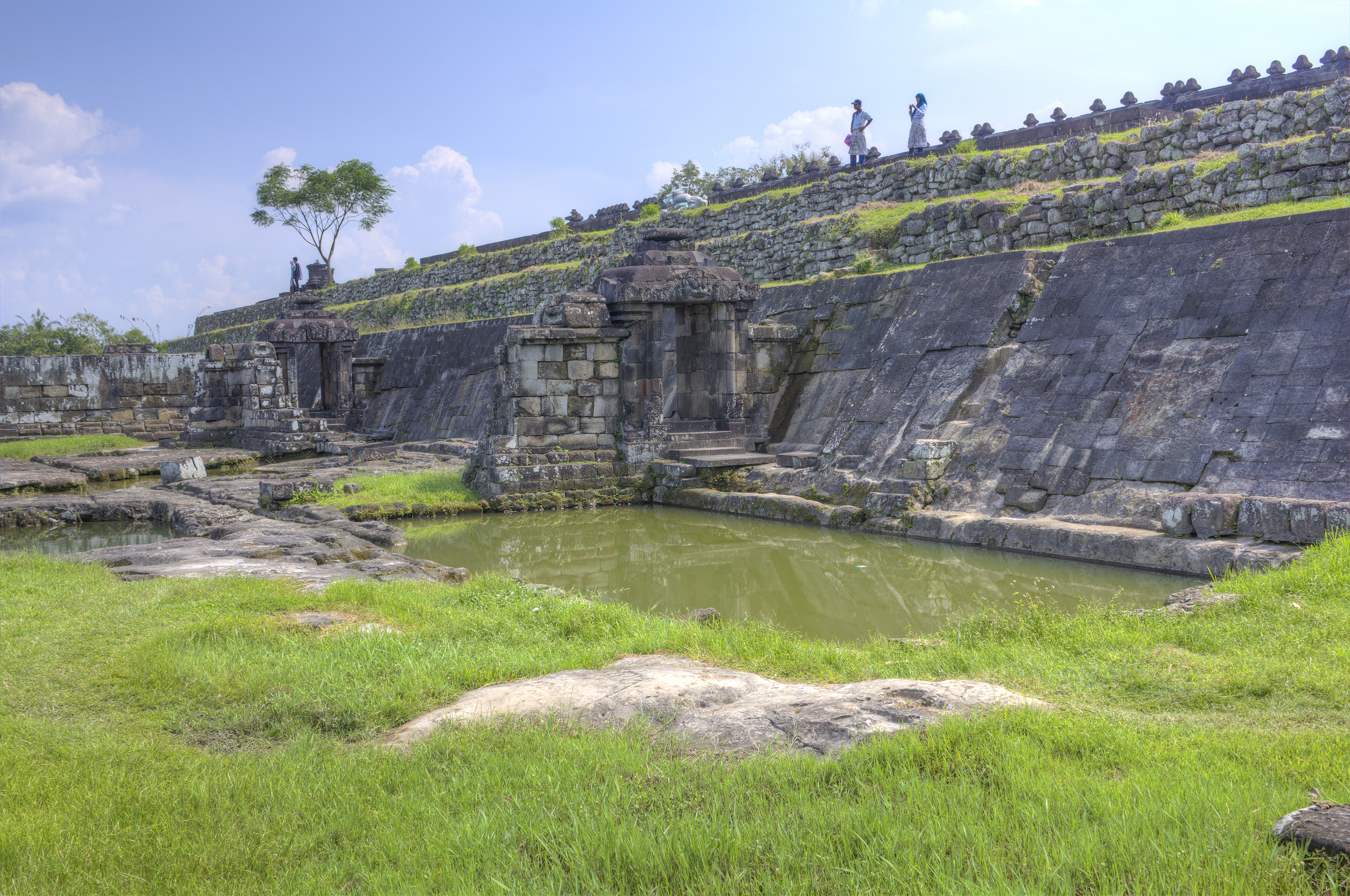
Ratu Boko

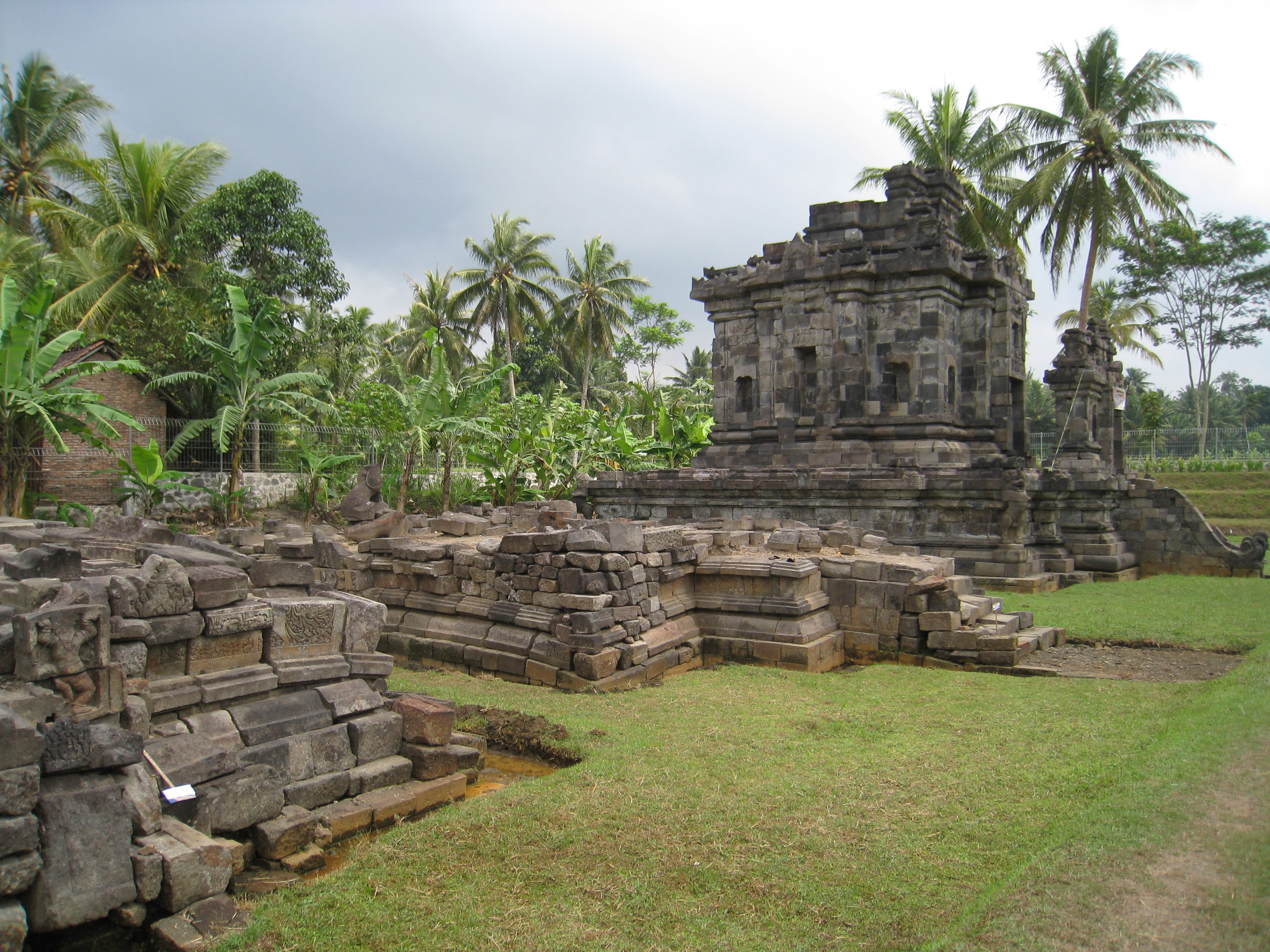
, um templo budista do século VIII em Muntilan, uma das localizações sugeridas para o centro político do Reino de Matarão

A capital do Reino de Matarão refere-se ao palácio real, um complexo muralhado chamado pura em sânscrito ou kraton, karaton ou kadatwan em javanês, onde reside o rei e a sua família e onde funciona a corte. Os palácios reais javaneses (kratons) são, ainda hoje, conjuntos de pendopos (pavilhões) rodeados por muralhas. Estes pavilhões são feitos de madeira e cobertos de colmo, pelo que não resistem ao tempo e ao fim de alguns séculos só restam as muralhas de pedra, portões, terraços e bases. O exemplo deste tipo de edifícios seculares pode ver-se no complexo de Ratu Boko, situado três quilómetros a sul de Prambanan. Os centros urbanos javaneses deste período não seguiam o conceito de cidade muralhada, que se encontra nos seus congéneres indianos e chineses. A única parte muralhada e bem defendida era o conjunto do palácio do rei e do complexo do templo. A nagara ou capital era essencialmente uma série de aldeias densamente povoadas que rodeavam o pura (palácio real).
Os centros de atividade religiosa, localizados onde se erguiam os templos, não eram necessariamente centros administrativos ou económicos. Segundo as inscrições, o rei concedia terras com estatuto sima, cujos impostos sobre o arroz produzido revertiam total ou parcialmente para a construção e manutenção do templo. No entanto, é razoável pensar que a planície de Prambanan (também chamada de Quevu), com a sua elevada concentração de templos situados a apenas algumas centenas de metros uns dos outros — além do imponente Rara Jonggrang de Prambanan, Sambisari, Kalasan, Sari, Sewu, Lumbung, Plaosan, Sojiwan, Banyunibo, Ratu Boko, Barong e Ijo — pode ter sido a localização da capital de Matarão. Para outros estudiosos, a área de Prambanan era de facto o centro religioso do reino, mas não o centro administrativo, sugerindo Muntilan como o provável centro político do reino.
Durante a maior parte do tempo que durou o reino, a corte esteve em Matarão, possivelmente em Muntilan (cerca de 30 km a noroeste de Joguejacarta) ou na planície de Prambanan (cerca de 16 km a leste de Joguejacarta). Porém, durante o reinado de Rakai Pikatan (r. c.  838–850), a corte foi transferida para Mamrati. Balitung (r. c.  899–911) instalou a sua corte em Poh Pitu. Os historiadores não conseguem apontar localizações prováveis para estas duas capitais, embora a maioria acredite que ambas se devem ter situado na planície de Kedu (vale do rio Progo), onde também se situa Borobudur, algures no que são hoje as  regências de Magelang ou  Temanggung. Estudiosos mais recentes sugerem que na área de Secang, na parte superior do vale do Progo, onde a densidade de templos é relativamente elevada, se situou o centro político secundário do reino. No período posterior, de Java Oriental, são mencionadas outras capitais, como Tamwlang e Watugaluh, ambas perto da moderna Jombang, e Wwatan, perto da atual cidade de Madiun.

### Administração

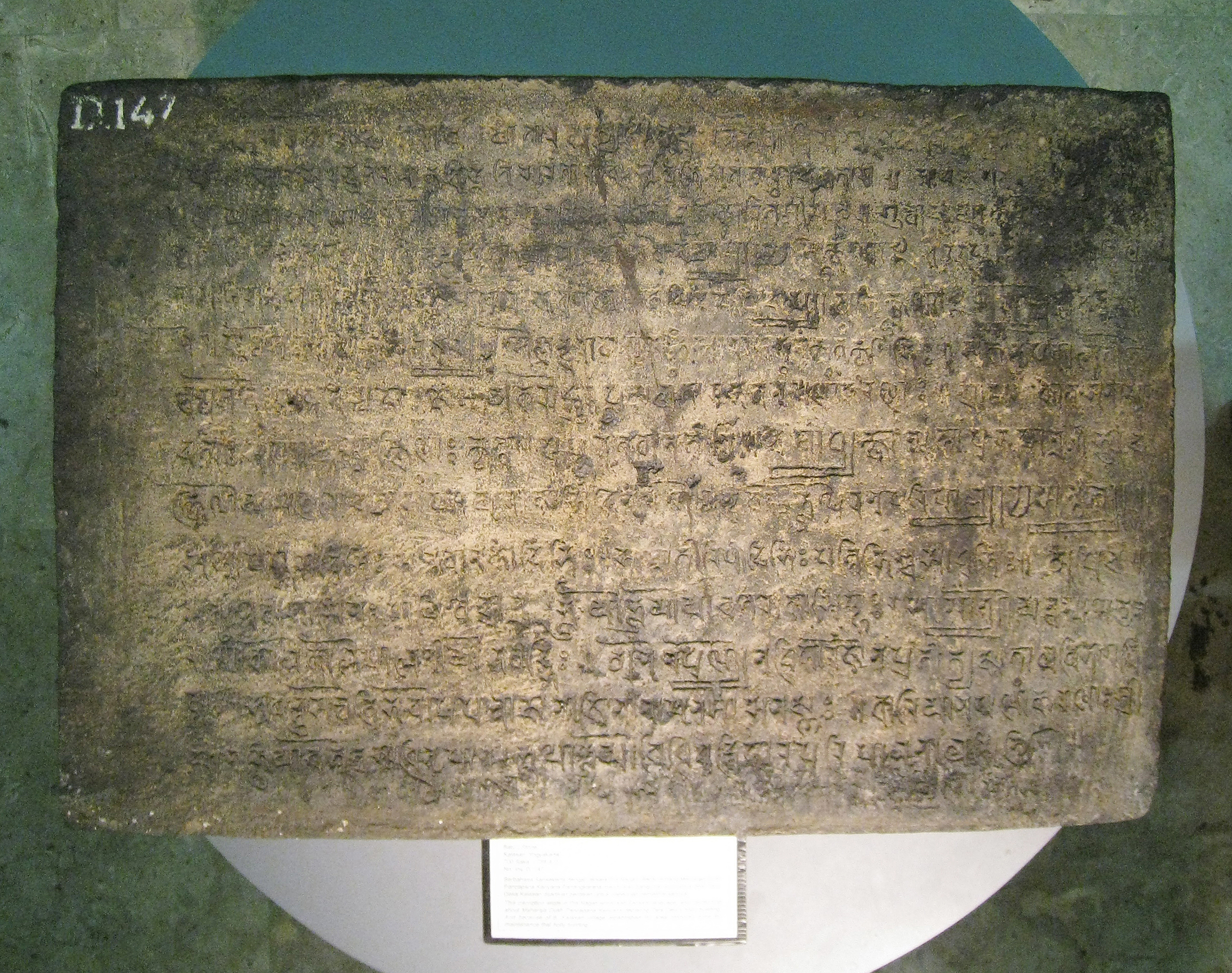
Inscrição de Kalasan, de 778

A administração política do reino tinha apenas dois níveis: o central, centrado na corte do rei, e o wanua, das aldeias. O palácio onde o rei residia, mencionado como kadatwan ou karaton nas inscrições, era o centro da administração real. As wanuas eram provavelmente uma espécie de "ilha" formada por casas e pomares no meio de vastos campos de arroz, um formato que ainda hoje se pode encontrar nas desas javanesas.
O rei era visto como o governante supremo ou chakravartin, que detinha o nível mais alto de poder e autoridade. Ele dirigia o nagara ou kadatwan (reino), desde o seu puri (palácio ou recinto muralhado). Abaixo do rei, havia oficiais do estado cuja função era dar seguimento às leis e ordens do rei. Os oficiais usavam o título de rakai ou samget. Os rakais chefiavam uma unidade administrativa chamada watak, formada por um conjunto de aldeias ou wanua. Os rakais podem ser considerados senhorios ou nobreza agrícola (donos de terras) que administravam um conjunto vasto de aldeias. Os rakais transmitiam as ordens do rei aos rama (chefes de aldeia), os quais governavam o seu próprio domínio chamado karaman ou watak. À medida que o reino se tornou maior e mais complexo, no início do século X, durante o reinado de Balitung, passou a haver mais oficiais do estado e mais níveis hierárquicos.

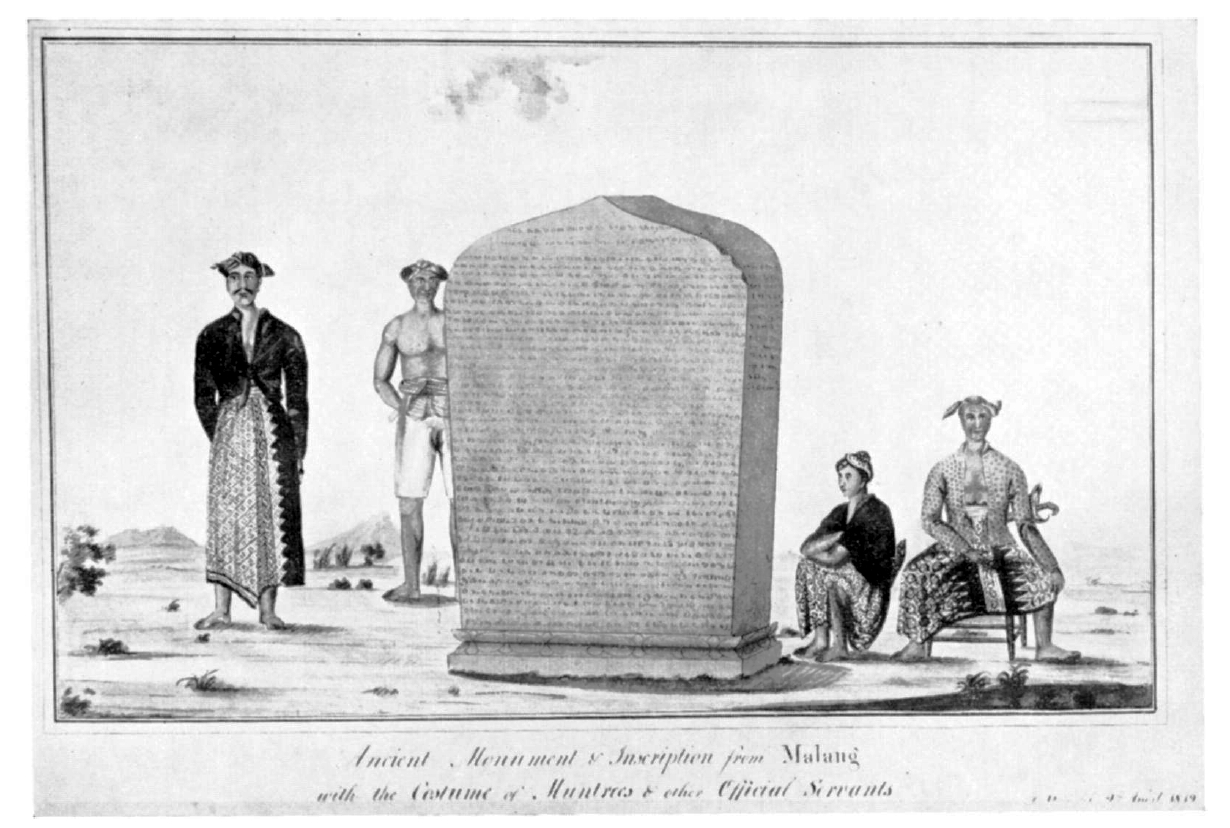
("Pedra de Minto"), datada de 928, numa gravura de Survey Notes on Java 1811-14, de Colin Mackenzie

A maior parte das inscrições do reino estão relacionadas com o estabelecimento de terras sima, o que revela a formação e expansão de aldeias agrícolas na região durante o período do reino. Uma sima era uma área de terra arável de cultivo de arroz de regadio (sawah) que produzia excedentes agrícolas que eram taxados. As simas eram oficialmente reconhecidas através dum édito real e são estes éditos que constam da maior parte das inscrições, conhecidas em indonésio como prasasti. Estas terras eram obtidas através do desmatamento ou da conversão dum ladang (campo de cultivo de arroz não irrigado). A maior parte das terras sima eram administradas por rakais regionais ou samgets. Ao adquirirem o prestigiado estatuto de sima do rei, uma unidade regional watak passava a ter um prestígio mais elevado do que os assentamentos que não eram sima, mas isso também significava que reconheciam o domínio do reino sobre as suas terras e juravam fidelidade ao rei. Os rakais que administravam a terra estavam autorizados pelo rei a cobrar impostos, mas uma parte destes devia ser pago regularmente à corte real (governo central na capital). Em alguns casos, em algumas destas inscrições sobre simas era declarado que a terra sima estava livre de impostos com a condição dos excedentes das colheitas de arroz fossem usadas para construir ou manter um edifício religioso. Isto signfica que o rakai que tradicionalmente administrava essa terra deixava de ter direito de cobrar impostos ou pelo menos passava a receber uma parte reduzida dos impostos.
Além das suas funções administrativas e militares, o rei e a família real eram também patronos de artes e religiosos fervorosos. O rei, a família real e os oficiais do reino tinham autoridade para empreender projetos públicos, como obras de irrigação e construção de templos.

### Economia

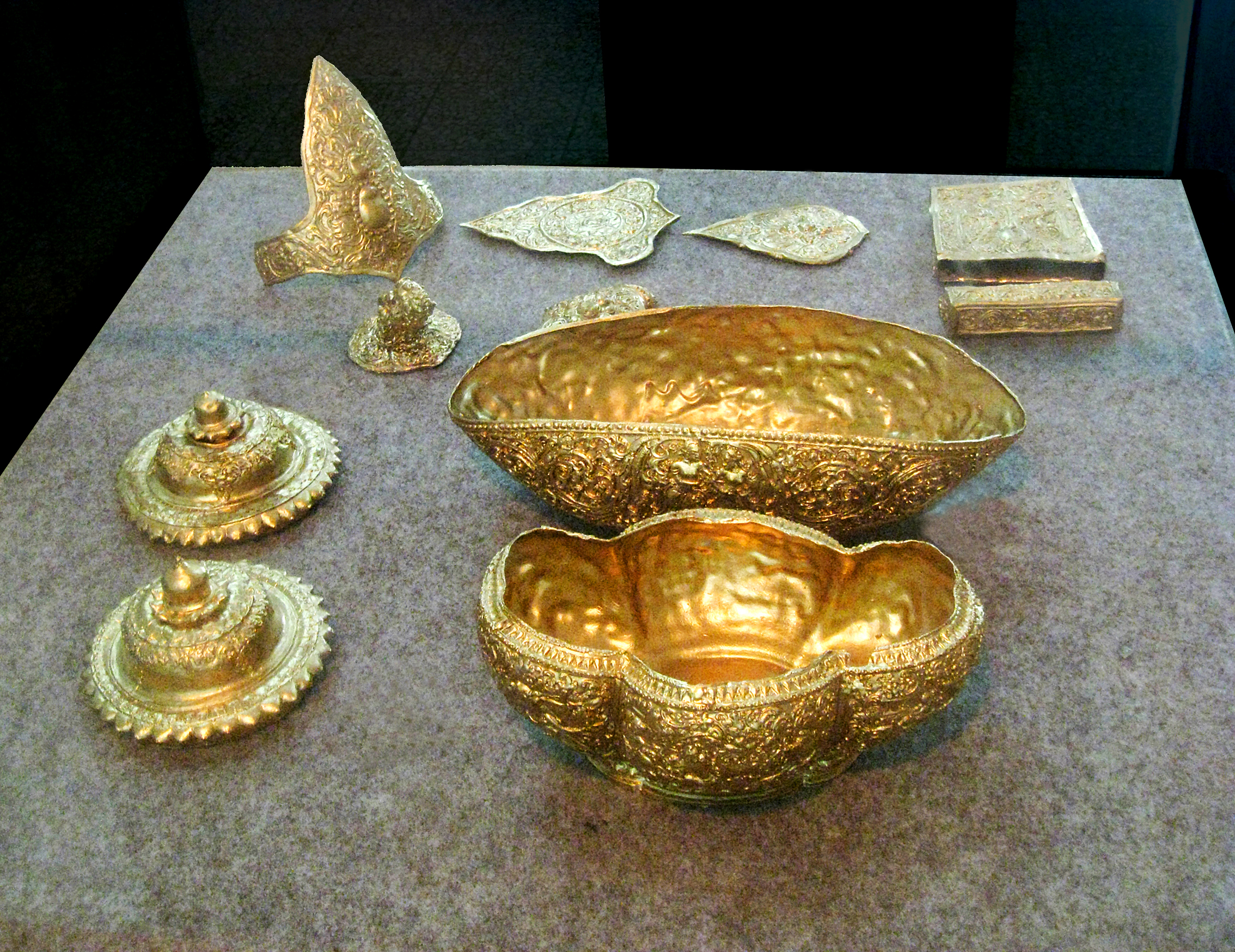
Réplica de algumas peças do tesouro de Wonoboyo (século VIII) no Museu de Prambanan. As peças originais estão no Museu Nacional da Indonésia em Jacarta

O povo comum de Medangue vivia quase todo da agricultura, especialmente de arroz, mas alguns tinham outras profissões. Nos relevos de muitos templos podem ver-se retratos da vida quotidiana de Java no século IX. Especialmente em Borobudur e Prambanan podem ver-se representadas ocupações que não estão relacionadas com a agricultura, como soldados, funcionários do governo, servos da corte, terapeutas massagistas, músicos ambulantes, grupos de dança, transportadores, marinheiros, caçadores, comerciantes, vendedores de comida e bebidas, artesãos, fabricantes de armas e até assaltantes e ladrões. Estas profissões requerem um sistema económico que use moeda.  O tesouro de Wonoboyo, uma coleção de peças em ouro descoberta em 1990 perto de Prambanan e datada do século VIII, inclui moedas de ouro cuja forma é semelhante a grãos de milho, o que sugere que a economia javanesa era parcialmente monetizada. As moedas têm gravada ta, a forma abreviada de tail ou tahil, uma unidade monetária da antiga Java.
O cultivo de arroz foi a base da economia do reino e as aldeias dependiam das colheitas para pagar os seus impostos à corte. A exploração do solo vulcânico fértil de Java Central e a cultura intensiva de arroz de regadio (sawah) possibilitou que a população crescesse significativamente, o que por sua vez contribuiu para que a mão de obra fosse abundante para os projetos públicos do estado.
A atividade económica não se centrava apenas num único mercado da capital. É muito provável que os mercados fossem rotativos, realizando-se numa aldeia em cada dia da semana entre um conjunto de aldeias, num sistema javanês chamado pasaran, que ainda hoje se encontra em aldeias rurais da ilha, embora na maior parte dos locais esses mercados diários tenham dado lugar a mercados permanentes. A prática comercial era muito provavelmente feita por trocas diretas e com uso de moeda, pois durante o reino a economia de Java tornou-se parcialmente monetizada.

## Cultura e sociedade

### Sociedade

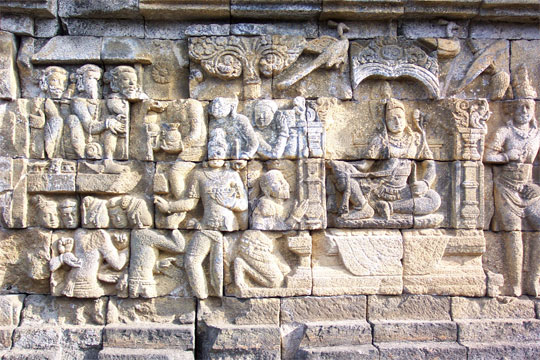
Baixo-relevo de Borobudur representando uma cena da corte javanesa

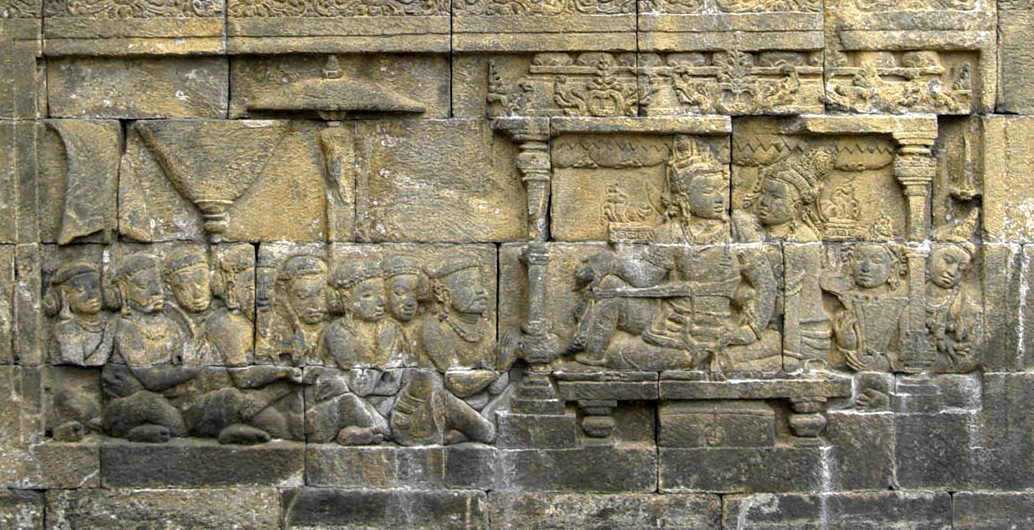
Baixo-relevo de Borobudur com um casal real e os seus súbditos

Nos relevos dos templos observa-se uma sociedade complexa e estratificada, cuja ordem social pode ser estudada a partir das representações esculpidas. A sociedade javanesa de então era heterogénea e bastante estratificada socialmente. Os antigos javaneses reconheciam o sistema hindu de castas (catur varna), cujas principais classes sociais era os brâmanes (sacerdotes), xátrias (reis, senhores da guerra e nobres), vaixás (comerciantes e artesãos) e sudras (servos e escravos). No entanto, a estratificação social diferia ligeiramente da indiana, pois era menos rígida.
O filólogo holandês Theodoor Pigeaud divide a antiga sociedade javanesa em quatro classes: a dos governantes, a que detinha a autoridade religiosa, o comuns e os escravos. De Casparis sugere que embora a antiga sociedade javanesa reconhecesse as diferenças de castas hindus, as suas regras e funcionamento eram menos rígidas do que as do sistema de castas da Índia. Ele distingue em três grupos de classes sociais ou castas:
1. Os comuns, que formavam a maior parte da população
2. O rei, a sua família, os nobres, senhorios de terras e os membros da elite que dependiam da corte e família reais, que podem ser chamados "pessoas da corte ou do palácio"
3. Os religiosos, onde se incluíam não só as autoridades (brâmanes), mas também monges e servidores de níveis inferiores empregados nos templos e mosteiros.

Tomando como base o estudo do estilo e tipos de vestuário e joias usadas pelas pessoas representadas nos relevos de templos — especialmente nos de Borobudur — Inda Citraninda Noerhadi propôs a seguinte divisão por classes:
1. Nobreza, composta pelo rei, famílias reais, senhorios de terras, outro nobres e todos os que estavam relacionados com as elites governantes. Usavam roupas luxuosas, com kain (tecidos) longos e enrolados em volta da cintura e quadris que iam até ao tornozelo, além de faixas em volta dos quadris como sampur ou em volta do corpo, penduradas desde o ombro esquerdo até à cintura. Usavam joias intricadas de oura, como jamang (ornamentos de testa), makuta (coroas), brincos, kelat bahu (braçadeiras), colares, upavita (ornamentos de correntes de ouro usadas em volta do pescoço), anéis, pulseiras e braceletes no tornozelo. Os deuses e divindades são retratados de forma similar à dos nobres, mas têm prabhamandala (halos divinos) em volta da cabeça.
2. Servidores reais ou nobreza inferior, composta pelos servidores do rei, nomeadamente pelas dayang-dayang (criadas da corte), guardas ou oficiais do estado. Usavam vestes compridas em volta da cintura e até aos tornozelos, usavam joias e ornamentos como brincos, colares e braceletes, embora menos luxuosas do que as usadas pela classe superior.
3. Sacerdotes, constituída pelos brâmanes, monges budistas e outras figuras religiosas empregadas nos templos e mosteiros. Usualmente vestem túnicas ou capas chamadas sinhel. Os monges budistas são geralmente retratados como calvos vestidos de túnicas que deixam a descoberto o ombro direito, enquanto que os brâmanes são geralmente representados com barbas e turbante na cabeça.
4. Comuns ou aldeões, que constituíam a maior parte da população. Usavam roupa simples, constituída por uma peça curta em volta da cintura, por vezes com a parte inferior atada para cima para formar uma espécie de calções curtos ou tanga. Geralmente não usavam joias ou ornamentos, embora por vezes sejam representados com ornamentos simples, como colares, braceletes ou uma corda de tecido usada como cinto.

### Religião
Os governantes e povo do reino eram seguidores do hinduísmo e do budismo, mas provavelmente as práticas religiosas do povo ainda incluíam traços de xamanismo nativo e de crenças pré-dármicas. No período inicial do reino, os reis de Medangue Matarão parecem ter favorecido o hinduísmo xivaíta. Um dos indícios nesse sentido é, por exemplo a construção dum lingam (símbolo do deus hindu Xiva) no templo de Gunung Wukir pelo rei fundador Sanjaia. Porém, durante o reinado de Panangkaran (r. 760–780), o budismo maaiana floresceu e ganhou a preferência da corte. Os templos de Kalasan, Sari, Sewu, Mendut, Pawon e o imponente Borobudur testemunham a renascença budista em Java Central. O patrocínio da corte ao Budismo estendeu-se desde o reinado de Panangkaran até ao de Samaratungga (r. 819–838), mas no reinado de Rakai Pikatan (r. c.  838–850) o hinduísmo começou novamente a ganhar o favor da corte, o que é testemunhado pela construção do grande complexo de templos de Prambanan.
A corte reconhecia a autoridade religiosa dos bramânes, a classe sacerdotal hindu. O budismo também estava bem representado através da Sanga (comunidade monástica budista), fromada pelos monges que viviam em viaras como as de Sari e Plaosan. Estas autoridades religiosas hindus e budistas conduziam os rituais e cerimónias religiosas de estado e regionais nos templos. A família real e os restantes membros da casta governante xátria também se envolviam nos assuntos religiosos. Alguns reis parecem ter sido muito devotos. Panangkaran, por exemplo, aparentemente foi muito influenciado pelo budismo maaiana, ao ponto de se ter tornado eremita no fim da sua vida. Outros reis, como Samaragrawira e Samaratungga, também foram muito influenciados pelo budismo e empenharam-se em ser líderes benevolentes. O rei hindu Rakai Pikatan também abdicou ao trono e renunciou à vida mundana na sua velhice para se tornar um eremita ríshi chamado Sang Prabhu Jatiningrat.
No período entre o reinado de Panangkaran e o de Balitung, que vai desde o final do século VIII até ao início do século X foram construídos numerosos templos. A motivação para isso deve-se provavelmente não só ao zelo religioso, mas também à imensa riqueza e recursos do reino e a razões políticas e sociais. Alguns historiadores, como Paul Michel Munoz, sugerem que esse enorme empenho em construção de templos era de facto uma ferramenta política para controlar os senhores locais rakais e evitar que eles se rebelassem contra o rei. Durante esse período, cada watak regional era governado por um rakai, que tinha a sua própria dinastia. Com a concessão de terras sima dos rakais para financiar e manter edifícios religiosos, o rei impedia os rakais de cobrarem largas somas em impostos, que potencialmente poderiam ser usadas para financiar tropas suficientemente poderosas para desafiarem a autoridade real. Mesmo que houvesse alguma relutância em cumprir a vontade do rei, os rakais faziam-no pois a recusa da construção de templos dava-lhes má reputação e passariam a ser vistos não apenas como inimigos do rei mas também como inimigos dos deuses ou de Buda.

### Arte e arquitetura
O estudo da antiga sociedade javanesa é também realizado através da arqueologia. As peças de ouro do tesouro de Wonoboyo atestam a riqueza, arte e cultura e a sofisticação estética do Reino de Matarão. Os artefactos mostram a mestria técnica e artística dos antigos ourives javaneses. Estima-se que o tesouro data do reinado de Balitung (r. 899–911) e foi identificado como tendo pertencido a um nobre ou um membro da família real.
O templo mais antigo no sul de Java Central foi o templo xivaíta de Gunung Wukir, ligado à inscrição de Canggal, de 732, construído pelo rei Sanjaia. O templo budista mais antigo da região — Kalasan ligado à inscrição homónima, de 778, e ao rei Panangkaran — foi construído quase 50 anos depois na planície de Prambanan. A partir daí o reino assistiu à realização de exuberantes projetos de construção de templos, como Sari, Sewu (Manjuserigra), Lumbung, Ngawen, Mendut e Pawon, culminando com a construção da massiva mandala de pedra de Borobudur, um templo-montanha com estupas cuja construção terminou provavelmente em 825.
O monumental templo hindu de Prambanan, situado a poucos quilómetros de Joguejacarta e construído inicialmente durante o reinado de Pikatan (r. 838–850) e continuamente ampliado entre os reinados de Lokapala (r. 850–890) Balitung (r. 899–911), é um belo exemplo da arte e arquitetura do reino. A descrição de um grande recinto de templos dedicado a Xiva e o projeto de obras públicas para desviar o curso do rio Opak perto do templo para que passasse a correr a direito ao longo do muro ocidental do recinto são mencionados na inscrição de Shivagrha, de 856. O grande complexo de templos foi dedicado à Trimúrti (trindade dos deuses superiores do panteão hindu — Xiva, Brama e Vixnu). É o maior templo hindu da Indonésia e evidencia a imensa riqueza e sofisticação cultural do reino.
Outros templos hindus mais importantes construídos durante o reino, são, por exemplo, Sambisari, Gebang, Barong, Ijo e Morangan. Apesar do xivaísmo ter ganho novamente o favor da família real, esta continuou a patrocinar o budismo. A construção do templo de Sewu, que a inscrição de Kelurak diz que é dedicado a Manjusri, foi provavelmente iniciada por Panangkaran, mas o edifício foi ampliado e completado durante o reinado do hindu Pikatan, que casou com a princesa budista Pramodhawardhani, filha do rei Samaratungga. A maior parte dos súbditos mantiveram as suas religiões antigas e os xivaítas e budistas parecem ter coexistido harmoniosamente. Os templos budistas de Plaosan, Banyunibo e  Sojiwan foram também construídos durante o reinado desse casal real, provavelmente no espírito da reconciliação religiosa após as disputas pela sucessão entre Pikatan e Balaputra.

### Literatura
Entre os séculos IX e X, a pares das outras áreas culturais e artísticas, a literatura floresceu no reino, principalmente através da tradução de texto sagrados hindus e budistas e a transmissão e adaptação de ideias hindu-budistas em texto em javanês antigo e em baixos-relevos. Exemplos da literatura desse período encontram-se nos baixos-relevos das escadas do templo de Mendut e na base do templo de Sojiwan, que narram histórias populares budistas do Jataka, acerca das vidas passadas de Buda, tanto na forma humana como na forma animal. Os relevos de Borobudur, em particular, contêm a representação mais completa de textos budistas sagrados, que sobre temas como o Karmavibhanga (lei do carma), Lalitavistara (história de Buda), história de Manohara, Avadana (coleção de feitos virtuosos), Gandavyuha (busca da verdade derradeira por Sudhana).
O épico hindu Ramáiana é narrado em baixos-relevos nas paredes dos templos de Xiva e de Brama de Prambanan; no mesmo complexo, as histórias de Krishna no Bhagavata Purana estão esculpidas no templo de Vixnu. Durante o reino, foi escrito em javanês antigo o Kakawin Ramayana. Também chamado Yogesvara Ramayana, esta obra é atribuída ao escriba Yogesvara, que viveu provavelmente no século IX e era funcionário da corte em Java Central. Tem 2 774 estâncias no estilo manipravala, uma mistura de sânscrito e kawi (uma forma normalizada de javanês antigo usada em literatura). A versão mais influente do Ramáiana é o Ravanavadham de Bhati, conhecido popularmente como Bhattikavya; o Ramáiana javanês apresenta diferenças significativas do original indiano.

## Relações com as potências regionais
O Reino de Matarão tinha relações muito intensas com a potência hegemónica de Serivijaia de Sumatra. Num período inicial, as relações eram próximas, pois os reis Sailendra de Java formaram uma aliança com o marajá de Serivijaia e as duas casas reais parecem ter-se fundido. Contudo, num período posterior, as relações deterioram-se ao ponto de haver guerra. Dharmawangsa tentou conquistou Palimbão em 990, a capital de Serivijaia, mas quando a guerra terminou, com a expulsão dos javaneses de Sumatra, 16 anos depois, Serivijaia preparou cuidadosamente uma vingança.
Na sua extremidade oriental, o Reino de Matarão parece ter subjugado o vizinho Bali, puxando aquela ilha na sua esfera de influência.
A inscrição de Kaladi, datada de c. 909, menciona kmir (quemeres, do Império Quemer, no que hoje o Camboja) e campa (Champa, no atual Vietname) e Rman (reinos Mon, no que é hoje Mianmar) como os estrangeiros do Sudeste Asiático continental que iam frequentemente a Java fazer comércio. A inscrição sugere que existia uma rede de comércio marítimo entre esses reinos do continente e Java.
O nome Mdaη (Medangue) é mencionado na inscrição em cobre de Laguna. A inscrição, datada de 900, é do Reino de Tondó, um estado medieval que existiu na baía de Manila. A inscrição de Laguna foi descoberta em Lumban, na província de Laguna das Filipinas. Está escrita numa variante de malaio antigo, com várias palavras emprestadas do sânscrito e alguns elementos de vocabulário não malaio cuja origem não é clara, podendo ser do javanês antigo ou do tagalo antigo. A inscrição sugere aos historiadores que no final do século IX o povo ou oficiais do Reino de Matarão tinham relações comerciais e políticas com as ilhas das Filipinas e que havia ligações entre os reinos dessas paragens e Java.

## Legado
Apontado como a era dourada da antiga civilização indonésia ou, mais precisamente, da civilização clássica javanesa, a era do reino de Medang i Bhumi Mataram deixou uma marca indelével e legado na cultura e história da Indonésia, cujos testemunhos materiais mais notórios são os seus monumentos. A grandiosidade e magnificência de Borobudur e Prambanan em particular tornou-se uma fonte de orgulho nacional, não apenas para os javaneses mas também para todos os indonésios, Esses monumentos são atualmente a maior atração turística do país; Borobudur é o monumento mais visitado da Indonésia.
Nem antes nem depois do período entre o final do século VIII e o final do século IX se assistiu em território indonésio a tão vigoroso empenho na construção de templos, o que demonstra o elevado grau de mestria técnica, estética, arquitetónica e artística em geral, além da capacidade de gestão de recursos. A era de Medangue Matarão é considerada como o período clássico da civilização javanesa, durante o qual a cultura, arte e arquitetura floresceu e desenvolveu-se, consolidando e misturando elementos nativos com influências indianas. Incorporando referências e elementos hindu-budistas na sua cultura e sanscritizando a sua língua, os javaneses criaram o seu próprio estilo hindu-budista e desenvolveram uma civilização avançada tecnicamente. Por sua vez, o estilo javanês e a arte Sailendra, quer na escultura quer na arquiteturas, influenciaram as regiões vizinhas, particularmente a arte de Serivijaia em Sumatra e na parte tailandesa da península Malaia.
Acredita-se também que a arte e arquitetura quemeres foi influenciada pela arte e arquitetura javanesas durante o período inicial de formação de Angkor. A grande similaridade do templo de Bakong (século IX) com Borobudur, sugere que o templo cambojano foi inspirado pelo templo javanês. Devem ter existido contactos e trocas de viajantes, se não mesmo missões oficiais, entre o Camboja (Império Quemer) e Java, que levaram para o Camboja não só ideias como também detalhes técnicos e arquitetónicos, como portas com arcos falsos.
No campo da literatura, foi durante o Reino de Matarão que numerosos textos dármicos, quer hindus quer budistas, entraram na cultura javanesa vindos da Índia. Por exemplo, os cntos budistas Jatakas e Lalitavistara e os épicos hindus Ramáiana e Mahabharata ganharam versões javanesas. Estes contos e épicos tiveram um papel importantíssimo na cultura e artes cénicas javanesas, como a dança e o wayang (teatro de fantoches).

## Lista de governantes
Segue-se a lista dos governantes do Reino de Matarão, baseada nos estudos de Georges Cœdès e de Slamet Muljana.

### Período de Java Central
| Anos do reinado | Nome          | Rakai (título javanês) | Nome estilizado (abhiṣeka)                                       | Inscrições em que é mencionado                  | Ano das inscrições |
| --------------- | ------------- | ---------------------- | ---------------------------------------------------------------- | ----------------------------------------------- | ------------------ |
| 732—760         | Sanjaia       | Matarão                | –                                                                | Canggal                                         | 732                |
| 760—780         | Pancapana     | Panangkaran            | Dharmatungga?                                                    | Kalasan                                         | 778                |
| 780—800         | Dharanindra   | Panunggalan            | Sanggramadhananjaya                                              | Kelurak Ligor B                                 | 782 c. 787         |
| 800—819         | Samaragrawira | Warak                  | –                                                                | Nalanda                                         | c. 860             |
| 819—838         | Samaratungga  | Garung                 | –                                                                | Pengging Karangtengah                           | 819 824            |
| 838—850         | Jatiningrat   | Pikatan                | –                                                                | Shivagrha Tulang air Argapura                   | 856 850 863        |
| 850—890         | Lokapala      | Kayuwangi Gurun Wangi  | Sajanotsawatungga                                                | Shivagrha Wuatan Tija Wanua Tengah Munggu Antan | 856 880 863 887    |
| 890—898         | Dewendra      | Limus Watuhumalang     | –                                                                | Poh Dulur Kewikuan Panunggalan                  | 890 896            |
| 898—910         | Balitung      | Watukura               | Sri Iswara Kesawottawatungga                                     | Mantyasih                                       | 907                |
| 910—919         | Daksa         | Hino                   | Sri Maharaja Daksottama Bahubajra Pratipaksaksaya Uttunggawijaya | Taji Gunung                                     | 910                |
| 919—924         | Tulodong      | Layang                 | Sajanasanata Nuraga Tunggadewa                                   | Lintakan                                        | 919                |
| 924—929         | Wawa          | Sumba Pangkaja         | Sri Wijayaloka Namottungga                                       | Sanggurah (ou Minto)                            | 928                |

### Período de Java Oriental
| Anos do reinado | Nome                 | Rakai (título javanês) | Nome estilizado (abhiṣeka)                                      | Inscrições em que é mencionado | Ano das isncrições |
| --------------- | -------------------- | ---------------------- | --------------------------------------------------------------- | ------------------------------ | ------------------ |
| 929—947         | Sindok               | Hino                   | Sri Maharaja Isyana Wikramadharmottunggadewa                    | Turyan Anjukladang             | 929 937            |
| 947—985         | –                    | –                      | Isyana Tunggawijaya (rainha reinante)                           | Gedangan Pucangan              | 950 1041           |
| 985—990         | –                    | –                      | Makutawangsa Wardhana                                           | Pucangan                       | 1041               |
| 990—1006        | Wijayamreta Wardhana | –                      | Sri Maharaja Isyana Dharmawangsa Teguh Anantawikramottunggadewa | Pucangan                       | 1041               |